# Lista odcinków serialu anime Dragon Ball
Poniżej znajduje się lista odcinków serialu animowanego Dragon Ball.

## Sezon 1: Cesarz Pilaf
| Nr | Tytuł polski                          | Tytuł angielski                  | Tytuł japoński                    |
| --- | ------------------------------------- | -------------------------------- | --------------------------------- |
| 1 | Wielka podróż                         | Bulma and Son-Goku               | Buruma to Son Gokuu               |
| Songo to młody, osierocony chłopiec o niezwykłej sile, mieszkający samotnie w górach. Pewnego dnia Bulma, nastolatka szukająca siedmiu mistycznych kul, potrąciła Songa swoim autem. Smocze Kule których szuka dziewczyna, przywołują „smoczego boga”, Shenrona, który może spełnić jedno życzenie. Zanim dziadek Songa umarł, podarował mu Smoczą Kulę z czterema gwiazdkami. Bulma, posiadająca już dwie kule, decyduje się aby Songo „dołączył do niej w zabawnej przygodzie”, gdyż jego siła może się przydać. Wyjeżdżają na motocyklu, ale Bulma zostaje porwana przez gigantycznego latającego dinozaura podczas małego postoju. Songo eliminuje potwora swoim magicznym kijem i ratuje ją. |                                       |                                  |                                   |
| 2 | Pierwsze kroki                        | Ahhh! There’s no Balls!          | Arararaa! Tama ga Nai!            |
| Songo i Bulma rozbijają obóz na noc. Gdy w nocy chłopiec wychodzi po coś do jedzenia, zauważa przelatujący nad nim samolot; będąc przekonany, że to jest ptak, biegnie za nim. Samolot należy do Mai i Shu, którzy są sługami cesarza Pilafa. Cesarz również szuka Smoczych Kul i planuje wykorzystać je do spełnienia swojego marzenia o rządzeniu światem. Songo ratuje ich przed wilkami i wraca. Rano znajduje olbrzymiego żółwia, który szuka morza. Chłopiec oferuje mu "transport" nad morze: bierze żółwia na plecy i zaczyna biec, a Bulma podąża za nimi swoim motocyklem. |                                       |                                  |                                   |
| 3 | Naddźwiękowa chmura Genialnego Żółwia | Kame sennin's Kinton Cloud       | Kamesennin no Kintoun             |
| W drodze do morza Songo i Bulma wpadają na gigantyczną bestię, która chce zjeść żółwia. Chłopiec szybko się z nim rozprawia, po czym kontynuują swoją drogę. Kiedy docierają do brzegu, żółw każe im na niego czekać, po czym wchodzi do morza. Kiedy wraca, na jego plecach jedzie mężczyzna. Tym człowiekiem jest pustelnik: Genialny Żółw (ang. Master Roshi), a w nagrodę za pomoc swojemu żółwiowi morskiemu daje Songu latającą chmurę zwaną magiczną chmurką. Sam mistrz nie może z niej korzystać, ponieważ mogą to uczynić jedynie dobrzy ludzie o czystym sercu. Bulma też nie jest w stanie na nią wsiąść: Może to zrobić jedynie Songo. Genialny Żółw daje również Bulmie Trójgwiazdkową kulę w zamian za obejrzenie jej bielizny, nie wiedząc, czym jest owa smocza kula. Kiedy Mistrz wraca na swoją wyspę, zastaje Pilafa i jego dwóch popleczników przeszukujących jego dom w poszukiwaniu Smoczej Kuli. Po tym, jak mówi im, że ją oddał, cała trójka opuszcza jego wyspę. Ich łódź tonie, ponieważ Genialny Żółw posłużył się podstępem: zrobił dziurę w boku łodzi, udając, że pozwoli im to baardziej się rozpędzić. |                                       |                                  |                                   |
| 4 | Zły                                   | The Kidnapping Beast U-Ron       | Hitosarai Youkai Uuron            |
| Smoczy Radar prowadzi Songo i Bulmę do odległej wioski. Odkrywają, że wioska jest terroryzowana przez zmiennokształtnego potwora o imieniu Oolong. Stara kobieta w tej wiosce ma Kulę z Sześcioma Gwiazdami i oferuje im układ: jeśli pozbędą się Oolonga, otrzymają kulę. Potwór chce poślubić dziewczynę z wioski, więc w ramach podstępu Songo przebiera się za nią. Kiedy Oolong odkrywa spisek, bardzo się denerwuje. Aby chronić swoją tożsamość, ucieka z wioski po czym powraca do swojego pierwotnego stanu (wyglądu prosiaka). Podczas kolejnej walki z Oolongiem Songo zmusza go do ucieczki, po czymg o ścigia i łapie. Po uratowaniu wioski stara kobieta daje ekipie Smoczą Kulę. |                                       |                                  |                                   |
| 5 | Jamsza - dziecko pustyni              | The Evil Desert Bandit Yamucha   | Tsuyokute Warui Sabaku no Yamucha |
| Bulma, przekonana iż zdolność do zmiany kształtu może się przydać, zmusza Oolonga do przyłączenia się do nich. W ich pojeździe kończy się benzyna, więc muszą iść przez pustynię pieszo. Mówi się, że Yamcha, niebezpieczny bandyta, mieszka na tej pustyni. Gdy idą przez pustynię, Yamcha i jego zmiennokształtny kot Puar zastawiają na nich zasadzkę. Songo i Yamcha zaczynają walczyć. Yamcha myśli, że wygrał po użyciu swojej Wilczej Pięści Kła, ale Songo wstaje. Kiedy Yamcha znów zamierza zaatakować, zauważa Bulmę. Ponieważ Yamcha ma tendencję do stresowania się na widok dziewczyn, wpada w panikę i ucieka. |                                       |                                  |                                   |
| 6 | Dziwny bandyta                        | The Midnight Visitors            | Mayonaka no Houmonshatachi        |
| Oolong przypomina sobie, że ma kapsułkę z kamperem, więc cała trójka spędza w nim noc. Songo mówi Oolongowi o Smoczych Kulach. Oolong zatruwa napoje Songa i Bulmy, sprawiając ze oboje zasypiają. Yamcha i Puar podsłuchiwali zza okna co działo się w kamperze, a teraz planują zabrać kule. Puar zmienia się w Songa, aby wybabić Oolonga z kampera (ten przekształcił się w Bulmę, myśląc, że naprawdę rozmawia z Songiem), a w międzyczasie Yamcha zakrada się do środka. Był przekonany iż znalazł smocze kule, jednak okazało się, iż były to jedynie piersi Bulmy; Yamcha całkowicie spanikował i wycofał się wraz z Puar. W międzyczasie poplecznicy Pilafa podkładają pod kamperem bombę. Następnego dnia Yamcha z Puar'em gonią trójkę przyjaciół i wysadzają ich kampera bazooką, jednak Songo szybko pokonuje i przegania pustynnego bandytę. Mai oraz Shu widząc zniszczonego kampera, są błędnie przekonani że bomba już wybuchła (lecz niestety do eksplozji dochodzi kilka chwil później.) Yamcha ponownie spotyka się z ekipą Songa i w ramach zadośćuczynienia za zniszczenie kampera oferuje im kapsułkę z samochodem, w którym zamontował nadajnik GPS. |                                       |                                  |                                   |
| 7 | Tajemnicza góra                       | Frying Pan Mountain's Gyuumao    | Furaipan Yama no Gyuumaou         |
| Trójka przyjaciół przybywa na Ognistą Górę, nie wiedząc iż Yamcha i Puar podążają za nimi. Tam spotykają Szatanusa, który mieszka w zamku na Górze Ognia. Szatanus zauważa latającą chmurkę Songa i zdaje sobie sprawę, że musiał ją otrzymać od Genialnego Żółwia. Wysłał swoją córkę Chi-Chi, aby pojechała na wyspę Mistrza, aby pożyczyć Wachlarz Bansho, w celu ugaszenia płomienii na Górze Ognia, ale nigdy nie wróciła. Szatanus mówi Songowi, że jeśli znajdzie jego córkę i wróci z Wachlarzem, otrzyma w nagrodzie Smoczą Kulę która jest w zamku. Chłopiec rusza i od razu znajduje Chi-Chi. Jednak dziewczynka przypadkowo chwyta ogon Songa przy wsiadaniu na chmurkę, powodując u niego zawroty głowy. Yamcha i Puar widzieli to zdarzenie, odkrywając tym samym, że ogon chłopca jest jego jedynym słabym punktem. A gdy Songo i Chi-Chi wyjeżdżają na wyspę Genialnego Żółwia, aby ukraść Smocze Kule, planują unieszkodliwić chłopca, łapiąc go za ogon. Po zapytaniu delfina o drogę, Songo i Chi-Chi przybywają na wyspę Mistrza Roshi. |                                       |                                  |                                   |
| 8 | Fala uderzeniowa Wielkiego Mistrza    | Kame sennin's Kamehameha         | Kamesennin no Kamehameha          |
| Genialny Żółw zgadza się użyczyć Songowi czarodziejki wachlarz, ale kiedy idzie po ten artefakt, przypomina sobie, że wylał na niego sok, po czym pozbył się go. Mistrz postanawia osobiście ugasić pożar. Kiedy wracają do Góry Ognia, Genialny Żółw używa swojej słynnej Kamehame-Ha, aby zdmuchnąć płomienie. Fala gasi ogień, ale niszczy też całą górę. Dzięki Smoczemu Radarowi Bulma może przeszukiwać gruz i znaleźć Kulę z Siedmioma Gwiazdami. Songo pyta Mistrza, czy może go nauczyć fali Kamehame-Ha, ale jest rozczarowany, gdy dowiaduje się, że opanowanie tej techniki zajęło Genialnemu Żółwiowi 50 lat. Mimo to próbuje i udaje mu się wykonać ten atak już za pierwszym razem. |                                       |                                  |                                   |
| 9 | Po marchewce                          | Boss Rabbit’s Special Attack     | Usagi Oyabun no Tokui Waza        |
| Trójka przyjaciół jedzie do miasta aby zatankować auto, nieświadomi, że wciąż są śledzeni przez Yamchę i Puar. Początkowo wydaje się, że wszyscy w tym mieście boją się Bulmy, ale po tym, jak kupuje nowe ubrania i pozbywa się kostiumu króliczka, nikt jej nawet nie zauważa. Gdy już mają odejść, dwóch mężczyzn noszących na głowie uszy królika zaczyna ich nękać. Songo pokonuje ich obu, więc wzywają "szefa". Przybywa szef - Marchewkowy Potwór. Jest on gigantycznym królikiem, a jego szczególną mocą jest jego dotyk, przy pomocy którego zamienia innych w marchewkę. Nie wiedząc o tym, Bulma uderza go, zamieniając się w marchewkę, którą łapie szef. Jego dwaj ludzie zaczynają bić Songa. Obserwując całą akcję zza ściany, Puar zamienia się w ptaka i wyrywa złoczyńcy warzywo z ręki, a Yamcha bije dwóch jego popleczników, aby uratować Songa. Chłopiec następnie uderza go swoim magicznym kijem, zmuszając Potwora do poddania się. Przywraca Bulmie ludzką postać. Songo następnie wiąże Potwora i jego ludzi, po czym - wydłużając swój magiczny kij - wysyła całą trójkę na Księżyc, zmuszając ich do robienia smakołyków dla dzieci. |                                       |                                  |                                   |
| 10 | Kradzież Kryształowych Kul            | The Dragon Balls Are Stolen      | Doragon Booru Ubawareru!!         |
| Podczas gdy Songo, Bulma i Oolong jadą w kierunku ostatniej smoczej kuli, Shu przy użyciu swojego robota bojowego wystrzelił rakietę w ich samochód. Potem zeskakuje i ucieka z walizką Bulmy, w której znajdują się smocze kule. Songo próbuje podążać za nim, ale go gubi. Na szczęście chłopiec nadal ma Czterogwiazdkową kulę, więc Pilaf nie może spełnić swojego życzenia o rządzeniu światem. Kapsułki Bulmy również są w jej walizce, więc nie mają żadnego środka transportu. Nie mając innych możliwości, Yamcha jest zmuszony ich podwieźć. Docierają do zamku Pilafa. Wewnątrz budowli trafili w ślepy zaułek, ale zanim zdążyli się wycofać, doszło do zapadnięcia ściany, która ich uwięziła. |                                       |                                  |                                   |
| 11 | Przebudzenie Smoka                    | At Last, The Dragon Is Summoned  | Tsui ni Doragon Arawaru!          |
| Pilaf zabiera Bulmę do swojej komnaty, aby przy pomocy "tortur" zmusić ją do oddania czterogwiazdkowej kuli. Gdy ten plan zawiódł, wtrącił dziewczynę z powrotem do komory, gdzie następnie złoczyńcy wpuszczają gaz usypiający. Niestety cesarz zapomniał maski gazowej, przez co również usnął. Shu odciąga Pilafa, podczas gdy Mai wchodzi i okrada Songa. Kiedy drużyna się budzi, zdają sobie sprawę, że kula została skradziona i zaczynają biec korytarzami. Pilaf posyła za nimi gigantyczne pinballe. W chwili, gdy jedna z piłek zapędziła drużynę do narożniku, nagle się cofa i ściana znów się wali: są uwięzieni w tym samym pomieszczeniu, co wcześniej. Songo próbuje użyć fali Kamehameha, aby wysadzić ścianę, ale udaje mu się tylko otworzyć małą dziurę, która prowadzi na zewnątrz zamku, gdzie Pilaf zamierza wezwać Shenrona. Puar i Oolong zamieniają się w nietoperze i przelatują przez dziurę, aby spróbować ukraść jedną z kul. Ale zanim docierają wystarczająco blisko, pojawia się sam Shenron. |                                       |                                  |                                   |
| 12 | Księżycowy potwór                     | Go To Shen-Ron To Grant The Wish | Shenron e no Negai                |
| W chwili, gdy Songowi udaje się zniszczyć ścianę kolejną falą Kamehameha, Oolong pokrzyżował plany Pilafa by zostać władcą świata, wypowiadając jako pierwszy swoje życzenie, które dotyczyło otrzymania pary majteczek. Życzenie prosiaka zostało spełnione, Shenron znika, a siedem kul rozsypuje się po całej ziemi. Wściekły Pilaf wysyła Mai i Shu za Oolongiem i Puar'em, a widząc, jak Goku, Yamcha i Bulma uciekają, nakazuje swoim sługom ich zabić. Nagle pojawia się wiele psów stróżujących: jedne gonią za Oolongiem i Puarem, a inne - za Songiem, Yamchą i Bulmą. Songo i Yamcha pobili te psy, by chronić Bulmę, a po drodze znajdują Oolonga i Puar'a. Zanim zdążyli odejść, Mai i Shu atakują ich z pomocą kolejnej watahy psów. Wszyscy zostali zabrani do pomieszczenia z przeszklonym sufitem, które czerpie energię słoneczną i nagrzewa się, w wyniku czego do rana przyjaciele zostaną spaleni żywcem przez Słońce. Songo i Yamcha próbują rozbić mury, ale im się nie udaje. Oolong i Bulma kłócą się o swoją ostatnią nadzieję na ucieczkę. Songo opowiada grupie o ogromnym potworze, który pojawia się, gdy księżyc jest w pełni. Powiedział, że potwór ten (choć wyraźnie był to sam Songo, ale nie był tego świadomy) zadeptał na śmierć jego dziadka Gohana, a przed tą tragedią Gohan ostrzegł swego wnuka, aby nigdy nie patrzył na księżyc. Zaniepokojeni tym szczegółem Bulma, Yamcha, Puar i Oolong przypuszczają, że to Songo stał się tym potworem. Pomimo ostrzeżenia Bulmy, chłopiec przypadkowo spogląda na księżyc w pełni. Jednak, ku zdziwieniu grupy, na początku nic się z nim nie dzieje. Ale gdy odwrócił się od księżyca, staje się z nim coś dziwnego: chłopiec zaczyna rosnąć do ogromnych rozmiarów, rozdzierając swoje ubrania, jego ciało obrasta futrem, zęby stają się ostre, uszy - szpiczaste. Ku przerażeniu gangu okazało się, że Songo przekształcił się w małpiego potwora: Wielką Małpę. |                                       |                                  |                                   |
| 13 | Noc księżycowego potwora              | Son-Goku's Great Transformation  | Gokuu no Daihenshin               |
| Songo, teraz pod postacią Wielkiej Małpy, zaczyna burzyć zamek Pilafa. Bulma, Yamcha, Oolong i Puar są w stanie uciec. Pilaf, Mai i Shu wsiadają do samolotu i zaczynają atakować potwora. Są w stanie tymczasowo go ogłuszyć, ale bestia dochodzi do siebie i niszczy ich samolot. Następnie podnosi Bulmę zamierzając ją pożreć. Przypomniawszy sobie o jego słabym punkcie, Yamcha chwyta ogon Wielkiej Małpy, a Puar zmienia się w gigantyczne nożyce i odcina go. Chłopiec powraca do swojej normalnej postaci; obnażony śpi do rana. Kiedy się budzi, jest zszokowany, gdy odkrywa, że stracił ogon oraz ubranie, ponadto nie pamięta nic o swojej metamorfozie. Pożycza spodnie Oolonga i znajduje w gruzach magiczny kij, ale trudno mu utrzymać równowagę bez ogona. Yamcha i Bulma postanawiają wrócić do West City razem z Puar'em i Oolongiem. Chłopiec z kolei zamierza znaleźć Genialnego Żółwia, aby przystąpić do obiecanego mu treningu. Bulma daje Songowi Smoczy Radar, aby mógł znaleźć czterogwiazdkową Kulę, gdy Smocze Kule znów się uaktywnią. |                                       |                                  |                                   |

## Sezon 2: 21. Światowy Turniej sztuk walki
| Nr | Tytuł polski                        | Tytuł angielski                         | Tytuł japoński                         |
| --- | ----------------------------------- | --------------------------------------- | -------------------------------------- |
| 14 | Rywal                               | Where comes Son-Goku's rival!?          | Gokuu no Raibaru? Sanjou!!             |
| Songo zatrzymuje się przy swoim domu, aby zebrać swoje rzeczy, a następnie kieruje się na wyspę Genialnego Żółwia. Kiedy przybywa, Mistrz mówi mu, że będzie go trenował tylko wtedy, gdy chłopak przyprowadzi mu dziewczynę. Songo przyprowadza dużą, brzydką dziewczynę, podczas gdy Żółw chciał mieć piękną dziewczynę. W związku z tym Songo przynosi piękną syrenę, ale ona również była dobrym wyborem. Nagle mały chłopiec o imieniu Krillin przypływa na brzeg łodzią i prosi Genialnego Żółwia o trening. Mistrz postanawia przekupić chłopców: zgadza się ich szkolić. Wysyła Songa i Krillina do miasta, aby znaleźli mu inną dziewczynę. Tymczasem statek Yamchy rozbił się, więc wraz z Bulmą, Puar'em i Oolongiem są zmuszeni przejść przez dżunglę i pustynię. |                                     |                                         |                                        |
| 15 | Tajemnicza dziewczynka              | A mysterious girl named Ranchi          | Fushigi na Onna no Ko Ranchi           |
| Ponieważ Krillin nie może samodzielnie podróżować magiczną chmurką, jest zmuszony usiąść na plecach Songa, aby wyruszyć na poszukiwania dziewczyny. Znajdują dziewczynę zaatakowaną przez dwóch mężczyzn. Songo pobił tych ludzi, po czym sprowadzili dziewczynę z powrotem na wyspę Mistrza. Nikt z nich nie wiedział, że dziewczyna, Launch, została aresztowana, kiedy ją znaleźli. Kiedy kicha, zamienia się w zrzędliwą, agresywną blondwłosą przestępczynię. Po powrocie na wyspę Genialny Żółw tak bardzo polubił Launch, że zgodził się przyjąć ją jako uczennicę wraz z Songiem i Krillinem. Launch niestety znów kicha, a następnie wyciąga karabin maszynowy i strzela do chłopców i mistrza. Po kolejnym kichnięciu wszystko wraca do normy. |                                     |                                         |                                        |
| 16 | Pierwszy sprawdzian                 | Commencement. The search for the rock   | Shugyou - Ishi Sagashi                 |
| Genialny Żółw pakuje swój dom do kapsuły z hamownią, a cała czwórka udaje się na większą wyspę. Mistrz sprawdza prędkość chłopców, mierząc ich czas w biegu na 100 metrów. Krillin idzie pierwszy i pokonuje dystans w 10,4 sekundy. Czas Songa to 11 sekund, ale po zdjęciu starych, zniszczonych butów biegnie w 8 sekund. Genialny Żółw zszokował chłopców, uzyskując czas 5,6 sekundy. Następnie daje im ostatnie zadanie na ten dzień. Robi znak na kamieniu, a następnie wyrzuca go do lasu, każąc im go znaleźć; przegrany nie dostanie kolacji. Krillin próbuje oszukać Genialnego Żółwia, tworząc fałszywy kamień, ale Mistrz nie dał się nabrać. Songo odnajduje kamień, ale Krillin kradnie go i ucieka. Songo dogania rywala i obaj walczą. Songo wygrywa pojedynek, więc Krillin rzuca fałszywy kamień z powrotem do lasu, a Songo biegnie za nim, myśląc, że to prawdziwy kamień. Krillin zabiera prawdziwy kamień do Mistrza. Jednak Krillin nie cieszy się długo zwycięstwem, ponieważ Launch przyrządziła na kolację rozdymkę, nie wiedząc że jest trująca. |                                     |                                         |                                        |
| 17 | Intensywny trening                  | Death-defying actions for milk delivery | Inochigake! Gyuunyuu Haitatsu          |
| Genialny Żółw budzi chłopców wcześnie, aby rozpocząć trening. Ich zadaniem jest dostarczanie mleka do domów, ale odległość między każdym z nich to kilka kilometrów. Po kilku wyczerpujących biegach muszą wspiąć się na górę, aby dostarczyć mleko mnichowi mieszkającemu na jej szczycie. Gdy chłopcy weszli na górę, Mistrz ujawnił im, że za osiem miesięcy wezmą udział w 21. Światowym Turnieju Sztuk Walki. Ta wiadomość zmotywowała Songa i Krillina do szybkiego dostarczenia mleka. Po wykonaniu zadania, Genialny Żółw mówi im, że będą tak robić codziennie, aż do turnieju. Chłopcy są zszokowani, gdy dowiadują się, że dostawa mleka będzie tylko jednym z wielu treningów w ciągu dnia; każdego dnia będą wykonywać różne prace. Yamcha także trenuje przed Światowym Turniejem Sztuk Walki. |                                     |                                         |                                        |
| 18 | Trening według Genialnego Żółwia    | Kame sennin's intense training          | Kamesenryuu Kitsuui Shugyou            |
| Chłopcy kontynuują trening, orając gołymi rękami całe pole. Po szybkim śniadaniu udają się na plac budowy, gdzie kopią dziury i wożą sprzęt. Ich szybkość oszałamia brygadzistę. Jedzą obiad, a potem ucinają sobie drzemkę. Songo staje się niecierpliwy i chce rozpocząć naukę walki, ale Mistrz mówi, że nie rozpoczną treningu walki, dopóki ich ciała nie będą w odpowiednim stanie. Ich kolejnym zadaniem jest przepłynięcie 10 okrążeń po jeziorze, będąc ściganymi przez rekiny. Następnie Genialny Żółw przywiązuje ich do drzewa i napuszcza na nich wściekłe pszczoły, a chłopcy mają za zadanie unikać ich. Pod koniec treningu, Mistrz mówi im, że będą robić to samo codziennie przez następne osiem miesięcy, ale od tego dnia będą nosić 20-kilogramowe skorupy żółwia na plecach. |                                     |                                         |                                        |
| 19 | Wielki turniej                      | The Tenkaichi Budokai begins            | Tenkaichi Budoukai Hajimaru!           |
| Po kilku miesiącach treningu chłopcy pragną nauczyć się technik walki. Genialny Żółw mówi im, że nie jest w stanie nauczyć ich żadnej techniki: cały sens treningu polegał na doprowadzeniu ciała do nadludzkiej kondycji. Mówi, że walka jest tylko demonstracją swej mocy. Następnie daje im 50-kilogramowe skorupy do noszenia. Po kilku miesiącach chłopcy wraz z mistrzem jadą na turniej i zapisują się na listę uczestników. Następnie spotykają resztę przyjaciół: Yamchę, Bulmę, Oolonga i Puara. Następnego ranka Mistrz daje swym uczniom uniformy do walki. |                                     |                                         |                                        |
| 20 | Niech zwycięży najlepszy            | Will the power of the training prevail  | Deru ka? Shugyou no Iryoku             |
| Etap eliminacji jest podzielony na cztery sekcje: dwóch najlepszych zawodników z każdej sekcji przechodzi do głównego turnieju. Songo i Krillin trafiają do tej samej sekcji, ale znajdują się na przeciwległych końcach, więc nie będą musieli ze sobą walczyć. W pierwszym meczu Songa jego rywalem jest pewien olbrzym, ale chłopiec wyrzuca go za ring zaledwie jednym, lekkim uderzeniem w nogę. Pierwszym przeciwnikiem Krillina jest wróg z jego starej szkoły sztuk walki. Uczeń Genialnego Żółwia kopnął przeciwnika tak mocno, że wybił dziurę w ścianie. Bulma, Oolong i Puar dzięki temu mogą oglądać mecze. Pod koniec dnia Songo, Krillin i Yamcha awansują do ćwierćfinałów Światowego Turnieju Sztuk Walki. |                                     |                                         |                                        |
| 21 | Olbrzym                             | Kuririn's endangerment                  | Ayaushi! Kuririn                       |
| Songo i Krillin spotykają się z Bulmą, Oolongiem i Puar przed rozpoczęciem finałów. Przybywa ich mistrz, mówiąc, że opuścił eliminacje z powodu długiej kolejki do łazienki. Kiedy zawodnicy zostają wezwani na arenę, Songo i Krillin idą, a Genialny Żółw w tajemniczy sposób znika. Następuje losowanie ćwierćfinałowych par. W pierwszym meczu Krillin ma zmierzyć się z Zaduchem (w wersji ang. Bacterian) – gigantem, którego smród jest paraliżujący. Yamcha rozegra drugą walkę z Jackie Chun, w trzeciej mają zmierzyć się Wiola (w wersji ang. – Ranfan) i Nam, a w czwartej - Songo z Gargulcem. Rozpoczyna się pierwszy mecz, a Krillin od razu zostaje sparaliżowany smrodem rywala. Gdy wygląda na to, że przegra, Songo przypomina mu, że nie ma nosa, dzięki czemu Krillin jest w stanie wstać i dać Zaduchowi poznać jego własny "zapach". Krillin przechodzi do półfinału. |                                     |                                         |                                        |
| 22 | Jamsza kontra Dżeki Szun            | Yamucha vs Kame sennin                  | Yamucha Tai Jakkii Chun                |
| Rozpoczyna się drugi mecz. Yamcha próbuje swoich najlepszych ruchów przeciwko Jackie Chunowi, ale nie może nawet zadać ciosu, ponieważ staruszek jest dla niego zdecydowanie za szybki. Walka kończy się, gdy Jackie Chun wypycha Yamchę swoją energią z ringu. Rozpoczyna się trzeci mecz pomiędzy Nam i Ranfan. Nam walczy o nagrodę pieniężną by zakupić wodę dla swojej wioski. Nam uderza Wiolę przez co dziewczyna zaczyna płakać, ale to był tylko podstęp. Wykorzystuje chwilę zawahania u Nama i szybko atakuje. Ponieważ Nam z łatwością broni się przed jej atakami, Wiola zdejmuje ubranie, aby go zdekoncentrować. Jackie Chun zaczyna dziko pohukiwać, a Yamcha po tym śmiechu rozpoznaje, iż Jackie Chun to tak naprawdę Genialny Żółw. Nam zamyka oczy i pokonuje rywalkę. |                                     |                                         |                                        |
| 23 | Songo kontra Latający Smok          | The fearsome foe Giran appears          | Detaa! Kyouteki Giran                  |
| Walka Songa zostaje przełożona przez deszcz. Czekając na poprawę pogody, odpoczywają w barze. Gargulec, przeciwnik chłopca, wchodzi i jest wyśmiewany przez mnichów ze starej szkoły Krilana, przez co dochodzi do bójki między nimi. Następnie do bijatyki dołączają Yamcha oraz Songo, lecz całą sytuację załagodził Jackie Chun. Yamcha ostrzega Songa, że Gargulec jest znany z oszukiwania. Kiedy mecz w końcu się zaczyna, Gargulec podstępem nakłania Songa do opuszczenia gardy, a następnie uderza go. Chłopiec odpowiada wściekłym atakiem i wyrzuca rywala z ringu. Jednak Gargulec potrafi latać i bezpiecznie ląduje z powrotem na arenie. Następnie pluje niezwykle twardą gumą na Songa, która owija się wokół niego. Wyrzuca Chłopca z ringu, ale ten wzywa latającą chmurę na ratunek. Gdy Giran ma zamiar znowu uderzyć Songa, jego ogon odrasta i unika ciosu. Ponieważ chłopiec ma większą siłę dzięki ogonowi, jest teraz w stanie zerwać oplatającą go gumę. Zszokowany tym niesamowitym pokazem siły, Giran poddaje się. |                                     |                                         |                                        |
| 24 | Rozpaczliwa walka Krilana           | Kuririn's death defying stand           | Kuririn Hisshi no Daikoubousen         |
| Rozpoczyna się pierwszy półfinał: Krillin kontra Jackie Chun. Niestety, ciosy tajemniczego starca są tak szybkie, że Krillin nawet nie jest w stanie ich dostrzec. Chłopak atakuje Jackiego i po krótkiej chwili odlatują od siebie. Sędzia prosi ich, aby powoli odtworzyli krok po kroku całą akcję: Jackie Chun próbował kopnąć Krillina, jednak chłopiec uniknął tego, a następnie próbował wykonać kontratak, ale Jackie splunął na niego. Krillin skontrował to własną śliną. Potem zagrali w kamień-papier-nożyce, co było pułapką: zdekoncentrowało to młodego zawodnika, przez co Jackie kopnął go w twarz. Po tej rekonstrukcji Krillin odwraca uwagę Jackiego rzucając na ring damską bieliznę, a następnie kopnięciem posyła go daleko poza ring. Jackie jednak użył fali Kamehameha i wrócił na matę. Następnie wykorzystuje technikę rozproszenia, aby zmylić chłopca; udało mu się to, po czym zadał podwójny cios karate, którym Jackie ostatecznie powalił rywala. Po meczu Yamcha, myśląc, że Jackie Chun to Genialny Żółw, próbuje mu ściągnąć perukę, ale nie udaje mu się. |                                     |                                         |                                        |
| 25 | Gdy walka toczy się w powietrzu     | Get up from the Tenkubekejiken Son-Goku | Tate Gokuu! Osoru Beki Tenkuupekejiken |
| Songo rozpoczyna swój półfinałowy mecz z Namem. Używa ataku tornado, aby wypchnąć Nama z ringu, ale zanim udaje mu się skończyć atak, zaczyna doznawać silnych zawrotów głowy. Następnie Nam wykorzystuje swój atak z powietrza, po którym jego ofiara ma stracić przytomność. Chłopiec mimo tego ciosu jest w stanie się podnieść i - tak jak jego rywal - wysoko podskakuje. Gdy Nam ląduje, Songo wyrzuca rywala za ring. Potem Nam pakuje swoje rzeczy i wyrusza do swej wioski, ale Jackie Chun go powstrzymuje. Daje mu kapsułkę, którą można wykorzystać do zmagazynowania wody. Nam pyta Jackiego, skąd wiedział o problemie suszy w jego wiosce, a Jackie mówi, że czytał w jego myślach. Nam z radością uświadamia sobie, że Jackie Chun to Genialny Żółw, ale Jackie go ucisza, nie chcąc by ta tajemnica wyszła na jaw. Mistrz, że walczy w przebraniu, aby pokonać obu swoich uczniów: Obawia się, iż jeśli któryś z nich wygra turniej, to obaj osiądą na laurach wierząc że są najsilniejsi na świecie i przestaną trenować. Następnie Nam wyświadcza Jackiemu przysługę, przebierając się za Genialnego Żółwia i stając w tłumie. Yamcha go zobaczył i już nie miał podejrzeń, że Jackie Chun i Genialny Żółw to ta sama osoba.                                  |                                     |                                         |                                        |
| 26 | Walka finałowa                      | The greatest match-up! Kamehameha       | Kesshousen Da!! Kamehameha             |
| Rozpoczyna się finał. Songo wysoko podskakuje, ale Jackie przejrzał zamiary rywala i wyrzuca go z ringu. Wszyscy myślą, że tajemniczy mistrz wygrał, ale chłopiec wraca na ring, używając swojego ogona niczym śmigła w helikopterze. Jackie rzuca wyzwanie Songowi, aby użył fali Kamehameha i (ku jego wielkiemu zaskoczeniu) chłopak robi to perfekcyjnie. Jackie się podwaja, by oszukać rywala. Songo kontratakuje, tworząc trzy kopie siebie samego; Jackiemu nie udaje się rozpoznać, który z chłopców jest prawdziwy, a potem otrzymuje od niego cios prosto z powietrza. Jackie następnie zaczyna zataczać się po ringu, niczym pijak. Zaczyna poruszać się w nieprzewidywalny sposób i zadaje rywalowi cios za ciosem. Yamcha ostrzega chłopca, że Jackie wcale nie jest pijany, lecz tylko takiego udaje, więc Songo wykonuje kontratak: Zaczyna biegać i skakać po ringu niczym małpa, a Jackie nie może go trafić. Po otrzymaniu kilku ciosów, Jackie zarzeka się, że swoim następnym atakiem zakończy walkę. |                                     |                                         |                                        |
| 27 | Songo pogrążony w głębokim kryzysie | Son-Goku is in a Pinch!                 | Gokuu - Saidai no Pinch                |
| Słońce zaczyna zachodzić, a finałowa walka wciąż trwa. Jackie hipnotyzuje Songa i usypia go. Chłopak nie może się obudzić, dopóki Jackie mu tak nie nakaże. Tuż przed doliczeniem do 10, Bulma krzyczy „Songo! Twój obiad gotowy!” i obudziła chłopca. Następnie Songo używa ataku "studnia-kamień-nożyce-liść", ale jego rywal go blokuje. Chłopiec próbuje ponownie i tym razem oszukuje Jackiego, wykonując ciosy w innej kolejności. Jackie postanawia użyć ataku, którego do tej pory użył jedynie raz (nastąpiło to w walce z dziadkiem Songa). Gromadzi energię i strzela nią w rywala, rażąc go prądem o napięciu 20 000 woltów. Gdy Songo już ma się poddać, dostrzega pełnię księżyca i ponownie przekształca się w Wielką Małpę. Wiedząc, że za wszelką cenę musi powstrzymać szaleństwo Songa, Jackie wystrzeliwuje swoją najpotężniejszą falę Kamehameha. Kiedy kurz opada, po Songu nie ma ani śladu, a Bulma, Yamcha i inni są przekonani, że Jackie zabił chłopca. |                                     |                                         |                                        |
| 28 | Finał                               | A Head-On Collision! Power vs Power!    | Gekitotsu!! Pawaa Tai Pawaa            |
| Jackie Chun ujawnia, że rzeczywistym celem jego fali Kamehameha nie był Songo, lecz księżyc. Po odzyskaniu normalnej postaci chłopiec został znaleziony śpiący nago wśród gruzów. Po przebudzeniu dziwi się, że jest nagi, a po pożyczeniu ubrań od Krillina kontynuuje walkę. Po wznowieniu walki, Jackie Chun próbuje wystrzelić kolejną falę Kamehameha w rywala, ale odkrywa, że brakuje mu energii. Chłopiec następnie wyrzuca go z ringu, ale tajemniczy mistrz sprytnie unika wypadnięcia za ring, zahaczając nogą o kant areny. Gdy oboje są całkowicie wyczerpani, zgadzają się na proste zakończenie meczu. Po długiej walce obaj zawodnicy skaczą i kopią się jednocześnie w twarz, przewracając się nawzajem. Gdy jednak wykonano odliczanie do 10, żaden z rywali się nie podniósł; sędzia oświadczył, że pierwsza osoba, która wstanie i ogłosi zwycięstwo - wygra turniej. Songo wprawdzie z trudem stanął na nogi, ale zanim zdążył zadeklarować zwycięstwo - ponownie upada. Jackie Chun następnie wstaje i dumnie ogłasza swoje zwycięstwo. Genialny Żółw później zdejmuje przebranie w którym walczył na arenie i wychodzi na obiad z przyjaciółmi do restauracji, gdzie Songo zjada tak dużo, że na opłacenie rachunku Mistrz musi wydać całą swoją wygraną. |                                     |                                         |                                        |

## Sezon 3: Armia Czerwonej Wstęgi
| Nr | Tytuł polski                      | Tytuł angielski                                  | Tytuł japoński                     |
| --- | --------------------------------- | ------------------------------------------------ | ---------------------------------- |
| 29 | Kryształowe Kule                  | Another Adventure! The Wandering Lake            | Futatabi Bouken Samayou Mizuumi    |
| Mistrz mówi swoim uczniom, aby na razie zrobili sobie przerwę od treningu, ale Krillin mimo wszystko postanawia zamieszkać z nim. Songo wyrusza na poszukiwania czterogwiazdkowej kuli. Tymczasem Nam przybył do swojej wioski z wodą, ale to wciąż za mało. Rzeka wyschła, więc Nam kieruje się w jej górę rzeki, chcąc znaleźć przyczynę suszy. Zostaje zaatakowany przez dinozaura, ale na szczęście Songo który pływał w pobliskim jeziorze przychodzi mu na ratunek. On i Nam płyną dalej w górę rzeki i odkrywają, że zbudowano tamę. Żyjące tam potwory nie chcą jej zburzyć. Ich lider, Gargulec, rozpoznaje chłopca z turnieju. Mówi, że chciałby zburzyć tamę, ale jest ona zbyt solidna. Chłopiec wystrzeliwuje falę Kamehameha, która z łatwością niszczy tamę. Gdy poziom wody w rzece rośnie, sytuacja zdaje się być opanowana, ale nagle nadciąga burza piaskowa i ponownie wysusza rzekę. Songo zauważa jezioro, w którym wcześniej pływał. To Zaczarowane Jezioro, które przybyło wiosce na ratunek.                                                                              |                                   |                                                  |                                    |
| 30 | Czterogwiazdkowa Kula             | Pilaf and the Mystery Force                      | Pirafu to Nazo no Gundan           |
| Songo zatrzymuje się nad jeziorem, żeby popływać. Kiedy wychodzi, odkrywa, że smoczy radar i jego ubrania zostały skradzione. Jest zmuszony chodzić nago i szukać swoich rzeczy. Wyczuwa zapach złodzieja i podąża za nim do jego kryjówki. Złodziej mówi mu, że sprzedał radar sprzedawcy antyków w pobliskim miasteczku. Chłopiec lokalizuje sklep i znajduje tam swój smoczy radar. Odbiera sygnał ze sklepu, więc odwraca się i widzi cesarza Pilafa i Mai trzymających czterogwiazdkową kulę, którą właśnie kupiła w tym sklepie. Złoczyńcy uciekają na swoim statku, ale Songo podąża za nimi na swojej chmurce. Po powrocie do sklepu z antykami przybyła tajemnicza armia w poszukiwaniu smoczej kuli. Sprzedawca daje im fałszywą czterogwiazdkową kulę, ale żołnierze od razu się zorientowali. Widząc wskazania radaru, Pilaf i Mai uświadamiają sobie, że posiadana przez nich Czterogwiazdkowa również jest fałszywa, ale Songo jeszcze o tym nie wie. Sygnałem, który odebrał, była sześciogwiazdkowa kula w gnieździe nad sklepem. Następnie ptak odlatuje z artefaktem w szponach. |                                   |                                                  |                                    |
| 31 | Niech żyje pan młody!             | Wedding Plans?                                   | Gege! Nise Gokuu Shutsugen!!       |
| Cesarz Pilaf daje Songowi fałszywą kulę z czterema gwiazdkami, ale chłopiec przypadkowo ją upuszcza. Ptak, który miał sześciogwiazdkową kulę, został zjedzony przez większego ptaka, a ten z kolei został schwytany przez Szatanusa. Chi-Chi myśli, że Songo nadchodzi, a ponieważ chce go poślubić, Szatanus piecze ptaka na ucztę weselną. Radar Pilafa odbiera sygnał z wioski Szatanusa, więc Shu przebiera się za Songa, by podejść na tyle blisko, by ukraść kulę. Songo podąża za sygnałem radaru i znajduje Chi-Chi na polu zbierającą kwiaty na wesele. W tym czasie wioska zostaje nagle zaatakowana przez tajemniczą Armię Czerwonej Wstęgi (ang. Red Ribbon Army - RR Army), która również namierzyła sygnał sześciogwiazdkowej kuli. Ojciec Chi-Chi próbuje walczyć, ale zostaje schwytany. Pilaf wyrywa smoczą kulę z wnętrza ptaka i odlatuje swoim statkiem. Songo i Chi-Chi zauważają dym wydobywający się z wioski, więc wracają sprawdzić co się dzieje. |                                   |                                                  |                                    |
| 32 | 20 000 mil pustynnej podróży      | The Disappearing Fortress                        | Kieta? Sora Tobu Yousai            |
| Songo i Chi-Chi przybywają do wioski na czas, by uratować Szatanusa. Po szybkim posiłku chłopiec ponownie podąża za sygnałem na radarze. Latająca forteca cesarza Pilafa zestrzeliwuje odrzutowce Armii Czerwonej Wstęgi i ucieka. Zarówno Armia Czerwonej Wstęgi, jak i Songo podążają za swoimi sygnałami do odległego punktu na środku pustyni. Songo, podróżujący pieszo, zostaje nagle zaatakowany przez automatyczne pistolety wznoszące się z piasku. Pułkownik srebrny zauważa to i zdaje sobie sprawę, że Pilaf ukrywa się w podziemnej bazie. Pilaf, Mai i Shu próbują uciec z latającej fortecy. Songo podąża za nimi i przywiera do ściany statku. Armia Czerwonej Wstęgi czeka na nich z setkami myśliwców i niszczą fortecę. Pilaf, Mai i Shu skaczą ze spadochronami i są zmuszeni oddać sześciogwiazdkową kulę. |                                   |                                                  |                                    |
| 33 | Legenda o Smoku                   | The Legend of the Dragon                         | Doragon no Densetsu                |
| Tuż przed wybuchem latającej fortecy, Songo wzywa na ratunek Chmurkę. Następnie kieruje się w stronę najbliższego sygnału na smoczym radarze. Po powrocie do domu Żółwia, Mistrz mówi Krillinowi i Launch legendę o Smoczych Kulach. Dawno temu siedem kul stanowiło jedność, ale siły zła próbowały ją ukraść. Kula podzieliła się na siedem bezużytecznych części, ale po ich zebraniu przywołują wiecznego smoka, który spełni jedno życzenie. Songo podąża za radarem do lasu, gdzie znajduje Armię Czerwonej Wstęgi, która również szuka kuli. Armia pali las, więc chłopak próbuje ich powstrzymać. Nagle biegnie małpa trzymając pięciogwiazdkową kulę. Pułkownik srebrny usiłuje ją zastrzelić, ale pocisk trafił w gałąź, przez co małpa traci równowagę i zaczyna spadać w urwisko. Songo w ostatniej chwili ją ratuje, ale małpa upuszcza kulę do rzeki. |                                   |                                                  |                                    |
| 34 | Generał nie żartuje               | Cruel General Red                                | Hijou no Reddo Ribon               |
| Podczas gdy Armia Czerwonej Wstęgi przeszukuje rzekę w celu znalezienia pięciogwiazdkowej kuli, Songo podąża w dół rzeki zgodnie ze wskazaniami radaru i znajduje ją. Zanim jednak zdążył uciec, pułkownik srebrny zniszczył latającą chmurkę. Wściekły Songo z łatwością pokonuje pułkownika. Znajduje kilka kapsułek w pobliskim budynku i otwiera je. W jednej z nich był robot, a w drugiej - samolot. Robot wraz z chłopcem wsiadają do samolotu, podążając za najbliższym sygnałem na radarze. Songo każe swojemu pilotowi wylądować, ale obwody robota zamarzają w ekstremalnym mrozie, przez co nie jest w stanie dłużej pilotować maszyny, która ostatecznie się rozbija. Kompletnie zamarznięty Songo zostaje zabrany przez tajemniczą młodą dziewczynę. |                                   |                                                  |                                    |
| 35 | Songo na dalekiej północy         | Cold Reception                                   | Kita no Shoujo Suno                |
| Dziewczynka o imieniu Snozabiera Songa do swojego domu. Ona i jej matka wyjaśniają, że Armia Czerwonej Wstęgi wzięła szefa ich wioski jako zakładnika i zmusza mężczyzn do pomocy w poszukiwaniu Smoczej Kuli. Szef wioski jest przetrzymywany w fortecy zwanej Muscle Tower. Dwóch żołnierzy włamuje się, gdy Songo jest w łazience, ale chłopak ich pokonał. Songo opowiada dziewczynce i jej matce o mocy kryształowych kul i deklaruje, że uratuje szefa wioski; przed wyprawą, chłopiec dostaje od Sno ciepłe ubrania. Songo przybywa do wieży i szybko rozprawia się ze strażnikami czekającymi na zewnątrz. Używa magicznego kija, aby wskoczyć na pierwsze piętro budowli. |                                   |                                                  |                                    |
| 36 | Pojedynek z sierżantem Metalikiem | Major Metallitron                                | Massuru Tawaa no Kyoufu            |
| Songo wchodzi na drugie piętro wieży i pokonuje czekających na niego strażników. Udaje się na trzecie piętro, gdzie znajduje dużego androida o zwanego Major Metallitron. Songo i Major zaczynają walczyć, a po kilku trafieniach chłopak przewraca go. Ku zaskoczeniu Songa, gigant wstaje i chwyta go. Major wystrzeliwuje w Songa pocisk, ale unika go. Chłopiec kontratakuje falą Kamehameha i odstrzela głowę Metallitrona. Jednak android wciąż się porusza. Songo przebija klatkę piersiową robota, ale nawet to go nie powstrzymuje. Walka kończy się ostatecznie, gdy baterie Majora Metallitrona wyczerpują się. |                                   |                                                  |                                    |
| 37 | Wejście Ninji przenikacza         | Ninja Murasaki is Coming!                        | Ninja Murasaki Sanjou              |
| Songo wchodzi na czwarte piętro wieży i spostrzega, że znajduje się w środku lasu. Ukrywający się Ninja Murasaki został wysłany, by zabić chłopaka. Po "zabawach" w chowanego, wyścigach i rzucaniu shurikenami Ninja Murasaki w końcu postanawia walczyć, a Songo łamie mu miecz swoim magicznym kijem. Murasaki rzuca bumerangiem, który uderza i nokautuje Songa. |                                   |                                                  |                                    |
| 38 | Pięciu na jednego                 | Five Murasakis                                   | Osorubeshi!! Bunshin no Jutsu      |
| Songo dochodzi do siebie po kontuzji i zaczyna gonić Murasakiego. Następnie obaj wojownicy przekraczają jezioro w którym roi się od piranii. Murasaki postanawia wykorzystać swoją ostateczną technikę i dzieli się na pięciu wojowników, którzy prawie pokonują chłopaka. Ujawniają oni, że są pięcioma braćmi, a nie pięcioma "częściami" jednej osoby. Songo eliminuje ich jednego po drugim. W międzyczasie ojciec Sno wraca do domu i dowiaduje się od córki o "misji ratunkowej" na którą wyruszył chłopak. Mężczyzna ponadto opowiada, iż w wieży jest zamknięty potwór, którego nikt nie pokonał. Songo ściga ostatniego z braci. Ninja dobiega do klatki, z której wypuszcza potwora - Androida 8. |                                   |                                                  |                                    |
| 39 | Robot o wielkim sercu             | Mysterious Android No. 8                         | Nazo no Jinzouningen Hachigou      |
| Ninja rozkazuje Androidowi pokonać Songa, ten jednak odmawia walki. Murasaki grozi swojemu podwładnemu, iż jeśli nie wykona polecenia, zdetonuje bombę która jest wewnątrz Androida. Chłopiec zatrzymuje Murasakiego, niszczy pilota i pokonuje ninja. Nadaje Androidowi pseudonim "Ósemek." Songo wszedł do labiryntu, ale nie może znaleźć drogi. Android przychodzi do chłopca i w ramach rewanżu za uwolnienie pomaga mu znaleźć wyjście z labiryntu. Z łatwością pokonują zbliżających się żołnierzy. W końcu udaje im się ominąć sztuczną ścianę na końcu labiryntu. Znajdują generała białego czekającego na nich w pokoju dowodzenia na 6. piętrze. Generał jednak nie poddaje się, otwiera zapadnię i zrzuca chłopca wraz z Ósemkiem do piwnicy. |                                   |                                                  |                                    |
| 40 | Obrzydliwa bestia                 | What will you do, Son-Goku? It is a Monster Blob | Dou Suru Gokuu!! Senritsu no Buyon |
| Songo i Android lądują na piątym piętrze. Generał biały wypuszcza potwora, aby zniszczyć ich obu. Ósemek skulony ze strachu, siedzi po drugiej stronie pokoju, podczas gdy Songo walczy z potworem Buyonem. Chłopiec nie może nawet zrobić potworowi najdrobniejszej krzywdy. Buyon zjada Songa, ale ten wydostaje się na zewnątrz. Nawet fala Kamehameha nie działa na niego. Songo ratuje swego towarzysza przed byciem pożartym. Przypominając sobie wcześniejszą wymianę zdań ze Sno, chłopiec wybija dziurę w ścianie, wpuszczając zimne powietrze które zamraża potwora, a następnie rozbija go na kawałki. Po walce wspina się wraz z Androidem z powrotem do centrum dowodzenia. |                                   |                                                  |                                    |
| 41 | Ostatnie chwile przeklętej wieży  | The Fall of Muscle Tower                         | Massuru Tawaa no Saigo             |
| Songo walczy z generałem, który nie jest zbyt wysportowany. Ósemek ma zbyt pacyfistyczne nastawienie, by dołączyć do walki, a generał chwyta chłopca za ogon. Po dotkliwym pobiciu bezwzględnego dowódcy, ten udaje, że się poddaje i uwalnia wodza wioski. Kiedy wódz odwraca się plecami, generał chwyta go i ostrzega Songa i Androida, że zastrzeli wodza. Wódz waha się, czy chce żyć, czy umrzeć. Następnie generał szantażuje Ósemka, by pokonał chłopca. Słysząc to, rozwścieczony Songo żąda, aby generał się z nim rozprawił, a biały natychmiast strzela do chłopca. Android traci panowanie nad sobą i wyrzuca generała z wieży. W końcu wszyscy trzej opuszczają wieżę, a Ósemek ją niszczy. Wszyscy otrzymują ciepłe powitanie w domu Sno. |                                   |                                                  |                                    |
| 42 | Tajemnica doktora Flata           | The Secret of Dr. Flappe                         | Kiki Ippatsu!! Ganbare Hacchan     |
| Wioska znów jest bezpieczna, ale rodzice Sno zastanawiają się, gdzie była smocza kula. Ósemek miał ją przez cały czas, żeby generał nie dokonał eksterminacji wioski. Niestety Android nie może ryzykować pozostania w wiosce z bombą w środku. Szef wioski sugeruje, aby udali się do doktora Flappe, aby rozwiązać problem. Chłopiec rozbił swój smoczy radar. Podczas gdy Sno, Songo i Ósemek udają się do Dr. Flappe, Murasaki (który przeżył) śledzi ich. Doktor Flappe już ma przystąpić do pracy, gdy zaskakuje go Ninja. Okazuje się, że dr Flappe stworzył Androida nr 8, pracując dla armii Czerwonej Wstęgi. Murasaki zmusza doktora do kradzieży smoczych kul Songa. Chłopiec rusza w pościg za ninją i go pokoknuje. Potem naukowiec pomyślnie usuwa ładunek z Androida, ale nie może naprawić smoczego radaru. Songo wyrzuca bombę, która zabija Murasakiego. |                                   |                                                  |                                    |
| 43 | Songo odkrywa miasto              | A Trip to the City                               | Nishi no Miyako no Buruma n'chi    |
| Po spędzeniu nocy w domu Sno, następnego ranka jeden z mieszkańców pomaga Songowi wezwać jego chmurkę. Songo dociera do West City, ale nie ma pojęcia, gdzie znaleźć Bulmę. Pyta się przechodniów o swoją koleżankę, ale nikt nie jest w stanie mu pomóc. Chłopiec nie ma pieniędzy, ale udaje mu się wygrać gotówkę w zawodach walki ulicznej. Po drodze Songo zostaje zwabiony przez dwóch złodziei, ale nie stanowią oni dla niego problemu. Młody wojownik znajduje policjanta, który podwozi go do domu Bulmy, którym jest siedziba firmy Capsule Corp, gdzie po raz pierwszy wynaleziono kapsułki. |                                   |                                                  |                                    |
| 44 | Songo spotyka swoich przyjaciół   | Master Thief, Haski                              | Gokuu to Nakama to Kiken ga Ippai  |
| Bulmy nie ma w domu, lecz wkrótce wraca, gdyż opuściła kilka ostatnich lekcji. Dziewczyna zaprowadza Songa i policjanta do ogrodu, w którym przebywa jej ojciec. Podczas gdy Bulma naprawia radar, jej ojciec naprawia motocykl policjanta. Dziewczyna odkrywa, że jej przyjaciel zdobył dwie smocze kule. Bulma demonstruje swój nowy wynalazek, dzięki któremu jest w stanie zmniejszyć dowolnego człowieka. Tymczasem armia planuje, jak pozbyć się Songa. Generał czarny wynajął zawodową złodziejkę - Hasky - aby odzyskała kule chłopca. Bandyci, którzy poprzednio usiłowali okraść Songa, dołączają do Hasky. Bulma i jej przyjaciel spotykają się z Yamchą, Puarem i Oolongiem. Wszyscy postanawiają udać się do nowego parku rozrywki. Hasky jest gotowa do działania. |                                   |                                                  |                                    |
| 45 | Przebiegła Haski                  | Danger in the Air                                | Ki o Tsukero! Kuuchuu no Wana      |
| Songo wraz z ekipą wchodzą do parku rozrywki, a Hasky i jej dwaj pomocnicy śledzą ich. Hasky planuje ukraść Smocze Kule, podczas gdy grupa przyjaciół będzie się bawić. Złodziejka udaje, że jest biedną, ale obiecującą wróżką. Songo nie daje się nabrać, ale gdy Smocze Kule są w posiadaniu Yamchy, Hasky wykorzystuje swoją szansę. Mistyfikacja Hasky zostaje wkrótce ujawniona, ale ona kradnie Smocze Kule. Kobieta mówi, że podłożyła bombę w parku rozrywki. Yamcha ostrzega Songa o tym fakcie. Chłopak leci na swojej chmurce, ścigając samolot złodziejki. Songo pokonuje Hasky, rozbraja bombę i odbiera Smocze Kule. Bulma zrywa z Yamchą, po czym rusza wraz z Songiem na poszukiwanie pozostałych Smoczych Kul. |                                   |                                                  |                                    |

## Sezon 4: General Błękitny
| Nr | Tytuł polski                          | Tytuł angielski         | Tytuł japoński                  |
| --- | ------------------------------------- | ----------------------- | ------------------------------- |
| 46 | Bulma wychodzi cało z opresji         | Bulma's Bad Day         | Buruma no Daishippai            |
| Songo i Bulma udają się na wyspę w poszukiwaniu smoczej kuli. Wyspa jest jednak pod kontrolą generała niebieskiego z Armii Czerwonej Wstęgi. Chłopak ląduje na wyspie, a Bulma znajduje tylko jedną kapsułkę w walizce jej ojca, a także kilka magazynów erotycznych. Bulma, rozgniewana na ojca że lubi tego typu czasopisma, niszczy je wszystkie. Songo nurkuje w oceanie, ale nie jest w stanie zanurzyć się wystarczająco głęboko. Tymczasem kilku pilotów armii atakuje Bulmę. Następnie nękają dziewczynę, lecz Songo przybywa i pozbywa się ich. Młody wojownik postanawia udać się do Genialnego Żółwia, ku przerażeniu Bulmy. |                                       |                         |                                 |
| 47 | Na wyspie Genialnego Żółwia           | Kame House - Found!     | Kame Hausu Hakken Saru!!        |
| Gdy ludzie generała niebieskiego ratują swoich zwiadowców, Songo dociera na wyspę swego Mistrza. Genialny Żółw oferuje łódź podwodną (której używają Krillin i Launch) w zamian za pomniejszacz Bulmy. Tymczasem generał czerwony rozkazuje generałowi niebieskiemu podjąć działania. Genialny Żółw próbuje użyć pomniejszacza w niecnym celu, a Launch i Krillin wracają. Planując znaleźć smoczą kulę, Krillin wspomina coś o skarbie piratów, a Mistrz opowiada jej historię. Po odejściu Songa, Bulmy i Krillina, zwiadowca armii szpieguje wyspę. |                                       |                         |                                 |
| 48 | Generał Niebieski atakuje             | Deep Blue Sea           | Buruu Shougun Kougeki Kaishi!!  |
| Krillinowi udaje się dopłynąć statkiem do miejsca, w którym znajduje się smocza kula. Generał Niebieski planuje śledzić Songa, podczas gdy inny oddział udaje się na Wyspę Mistrza. Pomimo poszukiwań, ekipa nie znajduje smoczej kuli na dnie oceanu. Tymczasem generał niebieski przygotowuje i uruchamia wszystkie swoje siły. Gdy Krillin wpływa łodzią podwodną do jaskini, okręty podwodne generała podążają za nimi i atakują ich. Krillin dociera do węższych jaskiń, ale Generał Niebieski wysyła w pościg za nimi swoje mini-łodzie podwodne. |                                       |                         |                                 |
| 49 | Tajemnicza grota                      | Roshi Surprise          | Ayaushi Ranchisan               |
| Siły generała Blue atakują Dom Genialnego Żółwia, ale Mistrz wraz z Launch z łatwością odpierają atak żołnierzy. Tymczasem Bulma, Songo i Krillin uciekając przed pościgiem docierają do tajemniczego tunelu. Songo rozważa zaniechać ucieczki i stawić czoła wrogowi, ale jego przyjaciele odradzają mu to. Cała trójka podąża tunelem, w którym Songo zapala światło. |                                       |                         |                                 |
| 50 | Pirackie zasadzki                     | The Trap is Sprung      | Kaizokutachi no Wana            |
| Songo, Krillin i Bulma trafiają na piracką pułapkę. Chociaż dwaj młodzi wojownicy z łątwością ją przeskakują, Bulma potrzebuje pomocy; Songo pomaga koleżance bezpiecznie przejść na drugą stronę przy użyciu magicznego kija. Siły generała niebieskiego gonią drużynę, ale od razu wpadają w pułapkę piratów. |                                       |                         |                                 |
| 51 | Piracki Robot                         | Beware of Robot         | Kaitei no Gaadoman              |
| Songo i Krillin walczą z pirackim robotem, uzbrojonym w karabin maszynowy i miecz. Krillinowi udaje się wytrącić mu miecz. Generał Niebieski pozostaje w ukryciu, obserwując walkę. Podczas gdy robot płynie po powierzchni wody przy pomocy nart wodnych, Bulma usiłuje go znicszczyć strzałem z armaty. Gdy Songo walczy z robotem za pomocą magicznego kija, Bulma taranuje wroga ciężarówką. Następnie robot wciąga Songa pod wodę, gdzie kontynuują bitwę; chłopiec z trudem ucieka na powierzchnię. Robot ściga Bulmę i Krillina przez kryjówkę, w której leżą ciała piratów. Songo odzyskuje siły i ratuje swoich przyjaciół. Następnie chłopak wykonuje atak z powietrza, rozbijając robota. Gdy cała trójka przechodzi przez wewnętrzne korytarze, całą jaskinia zaczyna się zapadać. Songo ucieka inną drogę niż pozostali. Bulma, Krillin i Generał niebieski nurkują w studni. |                                       |                         |                                 |
| 52 | Skarb istnieje                        | The Pirate Treasure     | Yatta! Otakara Hakken           |
| Jaskinia wciąż się zapada, a w tym czasie Songou dociera do ślepego zaułka, gdzie otwiera się zapadnia; chłopiec spada wprost na gigantyczną ośmiornicę. Krillin i Bulma docierają do komnaty z dziesięcioramiennym posągiem-pułapką i trzema skrzyniami, gdy nagle z wody wyłania się Generał niebieski. Krillin rozbraja posąg i otwiera złotą skrzynię, podczas gdy Songo rozwala i zjada ośmiornicę. Bulma wkłada klucz do posągu i wtedy Generał ukazuje się im. Podczas walki z Krillinem, generał szydzi z chłopaka. Songo słyszy walkę i podpływa do swych przyjaciół. Generał pokazuje, że jest bardzo wrażliwy na swój wygląd i ogłusza Krillina, dzięki czemu może go łatwo pokonać. Uroki Bulmy nie działają na brutalnego żołnierza. Tuż przed tym, jak generał miał zadać ostateczny cios Krillinowi, zjawia się Songo. |                                       |                         |                                 |
| 53 | Grota tysiąca przeszkód               | Blue, Black and Blue    | Kyoufu no Hikaru Me             |
| Songo i generał rozpoczynają walkę - początkowo chłopiec wygrywa, lecz żołnierz przybiera na sile. Tymczasem zapada się cały strop. Generał już ma zamiar zabić Songa, gdy nagle pojawia się mysz, która go przeraża. Chłopiec wstaje i pokonuje żołnierza. Bulma i Krillin chcą się wydostać, zanim jaskinia się zapadnie, ale Songo chce znaleźć smoczą kulę. Kiedy już ją zdobył, wziął ze sobą mysz, która go uratowała, i wraca do przyjaciół, lecz ci zamierzają uciec z jaskini, nie czekając na kolegę. |                                       |                         |                                 |
| 54 | Ratuj się, kto może                   | Escape From Pirate Cave | Nigero ya Nigero!! Daidasshutsu |
| Songo w ostatniej chwili dociera do łodzi podwodnej,wciąż trzymając mysz w ustach. Gdy troje przyjaciół ucieka, spadające głazy uderzają w łódź podwodną, klinując ją na dnie, ponadto wkrótce kończy się im paliwo. Chłopcu udaje się wydostać statek na powierzchnię za pomocą fali Kamehameha. Bulma zabrała ze sobą jeden diament. General również dociera na powierzchnię. W kwaterze głównej generała, Songo bawi się radiem. Gdy trio udaje się do Genialnego Żółwia, oficer podąża za nim. Gdy Mistrz bierze diament, jest zmuszony oddać go agresywnej Launch, która następnie ucieka. Generał niebieski ląduje na wyspie, przygotowując się do zemsty. |                                       |                         |                                 |
| 55 | Wioska mechanicznych zabawek          | Penguin Village         | Ncha! Otte Pengin Mura          |
| Generał wiąże mieszkańców domu liną, zasilaną falami psychicznymi. Oficer następnie kradnie smocze kule i zostawia uzbrojoną bombę, która wybuchnie za 5 minut. "Łagodna" Launch zdążyła uwolnić Songa, który następnie wyrzuca bombę z dala od domu. Potem chłopiec udaje się w pościg za generałem. Obaj przyspieszają do maksimum, przelatując nad dziwną wyspą. Tajemnicza, lecz szybka dziewczynka z kilkoma duszkami patrzy z podziwem. Generał Niebieski strącił Songa na Ziemię, lecz rozbił także swój statek, wlatując w górę. |                                       |                         |                                 |
| 56 | W sielankowym Zabawkowie              | Strange Visitor         | Uhohooi! Arare Kumo ni Noru     |
| Dziewczynka przedstawia się jako Arale, a jej dwaj towarzysze to bliźniaki - Tag i Gat. Songo dotarł na miejsce katastrofy statku generała, lecz ten zdążył się oddalić. Ku zdziwieniu chłopca Arale i dwaj bliźniacy szybko do niego dołączyli, ponadto okazało się, iż są oni w stanie latać z nim na chmurce. Generał spotyka jednego z mieszkańców od którego dowiedział się, iż pewien człowiek imieniem Norimaki ma samolot, po czym żołnierz odjechał autem napotkanego mieszkańca. Następnie Songo spotyka dziewczynę o imieniu Akania i policjanta o imieniu Toro, lecz żadne z nich nie może latać na chmurce. Wzmianka o Armii przeraża policjanta. Tymczasem auto którym jedzie generał, popsuło się, lecz pewien chłopiec przechodzący tą drogą naprawił pojazd. Następnie generała odnajduje Toro i jego dwaj partnerzy, których złoczyńca z łatwością pokonuje i zabiera im radiowóz. Chwilę później Songo i Arale spotkali policjanta spotkał i dowiedzieli się o całym zajściu. Przyjaciele osobno szukają złoczyńcy; pierwsza znalazła go Arale (ponadto była tak uprzejma wobec niego, że generał uciekł z przerażenia.) Songo nie odnalazł wroga, ponadto nie może uruchomić smoczego radaru. Arale zabiera chłopca do doktora Norimakiego, który może naprawić urządzenie. |                                       |                         |                                 |
| 57 | Arala kontra generał Czerwonej Wstęgi | Arale vs. Blue          | Taiketsu! Arare Tai Buruu       |
| Norimaki próbuje naprawić smoczy radar, podczas gdy oficer Toro udaje się po pomoc do kawiarni w której pracuje Akania. Niemowlak pomaga doktorowi naprawić urządzenie. Tymczasem generał przybywa do domu naukowca i czeka na okazję by ukraść samolot. Złoczyńca próbuje uniknąć wykrycia przez radar Songa, który przed chwilą został naprawiony. Tymczasem policjanci na posterunku szykują się do walki z Armią Czerwonej Wstęgi. Chłopak w końcu przypadkowo odnajduje generała, który bierze Arale jako zakładniczkę. Złoczyńca paraliżuje Songa, zabiera mu radar, po czym usiłuje go zabić, jednak Arale ratuje kolegę, wykopując generała daleko za dom (po czym goni go i zadaje mu kilka kolejnych ciosów). Tymczasem dochodzi do małej walki między policją a parą kosmitów, których stróże prawa omyłkowo wzięli za Armię Czerwonej Wstęgi. Songo odzyskał kule, lecz stracił radar; Niemowlak Turbo stworzył chłopcu nowe urządzenie. Tymczasem złoczyńca, będąc gdzieś na pustkowiu, kontaktuje się z generałem Czerwonym. |                                       |                         |                                 |

## Sezon 5: Generał Czerwony
| Nr | Tytuł polski                      | Tytuł angielski              | Tytuł japoński                          |
| --- | --------------------------------- | ---------------------------- | --------------------------------------- |
| 58 | Mieszkańcy świętej krainy         | The Land of Karin            | Makyou no Seichi Karin                  |
| W Krainie Korin Kapitan Żółty znajduje kolejną smoczą kulę w kraterze wulkanu. W pobliżu ogromnej wieży, która sięga nieba, Indianin Bora i jego syn Upachi łowią ryby. Gdy ludzie Kapitana Żółtego odzyskują smoczą kulę, wulkan wybucha. Bora chwyta smoczą kulę. Gdy Żółty i jego ludzie lądują, Bora żąda ich odejścia. Kiedy widzą go niosącego smoczą kulę, atakują go, ale wojownik stawia opór. Bora zabija grenadiera, który wychodzi zza jego pleców i powala ludzi Żółtego. Kapitan porywa jednak Upachiego, by szantażować Borę. W tej chwili przybywa Songo i pokonuje nikczemnego dowódcę, ratując małego Indianina (który jest w stanie latać na chmurce). Songo poszukiwał smoczej kuli, którą ma Bora. Tymczasem strażnicy w bazie armii Czerwonej Wstęgi z trudem rozpoznają generała Niebieskiego po jego przybyciu. Generał czerwony wezwał niesławnego Najemnika - Kryminatora (w wersji ang. - Tao Pai Pai). |                                   |                              |                                         |
| 59 | Do akcji wkracza Kryminator       | The Notorious Mercenary      | Kita! Sekaiichi no Koroshiya "Taopaipai |
| Generał Niebieski wchodzi do bazy i spotyka się z generałem Czerwonym. Pomimo zdobycia smoczego radaru, Czerwony jest niezadowolony ze swojego żołnierza i chce skazać go na śmierć. Jednak oferuje mu drugą szansę: jeśli uda mu się pokonać najemnika, życie zostanie mu darowane. Jednak Kryminator z łatwością zabija rywala. Tymczasem Bora opowiada Songu legendę o Wieży Korin, według której bohater który samodzielnie wejdzie na szczyt budowli, otrzyma do napicia wodę dającą niezwykłą moc. Po odprawie na temat celu, najemnik Armii Czerwonej Wstęgi używa filara, by dostać się do świętej ziemi. Gdy Songo, Bora i Upachi mile spędzają czas, nagle zjawia się Kryminator, a Bora walczy z nim. Złoczyńca zabija Indianina, ku rozpaczy Upachiego i gniewu Songa. |                                   |                              |                                         |
| 60 | Songo kontra Kryminator           | Tao Attacks!                 | Shoubu!! Kamehameha Tai Dodonpa         |
| Songo walczy z Kryminatorem i zostaje dotkliwie pobity. Fala Kamehameha nie ma wpływu na jego rywala, niszczy mu jedynie strój. Rozgniewany złoczyńca wystrzeliwuje śmiertelny promień (ang. Dodon Ray) na chłopca. Kryminator, będąc przekonanym iż zabił Songa, zabiera smocze kule i odchodzi, szydząc z Upachiego. Złoczyńca udaje się do miasta, aby zdobyć nowy strój, podczas gdy generał mówi mu, iż brakuje mu jednej kuli. Upachi pochował swojego ojca, zamierzając następnie wyprawić pogrzeb Songu, gdy nagle ląduje pilot armii Czerwonej Wstęgi. Żołnierz próbuje zabrać trzymaną przez Songa smoczą kulę, ten jednak budzi się, zmuszając wroga do ucieczki swym samolotem (który Songo ostatecznie "zestrzelił" swym kijem). Okazało się, że smocza kula, którą chłopiec dostał w prezencie od dziadka zablokowała śmiertelny promień. Songo zaczyna wspinać się na wieżę Korin, podczas gdy Kryminator oczekuje na wykonanie nowego stroju, co irytuje generała. |                                   |                              |                                         |
| 61 | Mistrz mistrzów                   | Karin Tower                  | Karin Tou no Karinsama                  |
| Songo w końcu dociera na szczyt wieży. Następnie chłopiec spotyka się z panem wieży - kotem o imieniu Korin, który co prawda ukazał chłopcu gdzie jest święta woda, lecz nie pozwala mu się jej napić. Tymczasem w mieście pewien zabójca bezskutecznie usiłował zabić Kryminatora, gdy ten zmierzał do swojego luksusowego hotelu, aby wziąć gorącą kąpiel. Podstępny Korin nie pozwala Songu zdobyć butelki ze świętą wodą. Po długiej, ciężkiej próbie zdobycia napoju, pan wieży ujawnia, że Genialny Żółw jako pierwszy wspiął się na jej szczyt, a zdobycie wody zajęło mu trzy lata. |                                   |                              |                                         |
| 62 | Święta woda                       | Sacred Water                 | Hatashite!? Chouseisui no Kikime        |
| Songo próbuje wyrwać Korinowi świętą wodę za pomocą techniki tworzenia swoich "klonów", co jednak nie jest dla niego zaskoczeniem. Następnego dnia pan wieży daje chłopcu czarodziejską fasolkę, aby zaspokoić jego apetyt i dać mu energię na 10 dni. Korin wyrzuca smoczą kulę młodego wojownika z wieży, zmuszając go zejścia na dół i ponownej wspinaczki na szczyt. Songo rozważał zabranie wody podczas gdy jego rywal będzie spał, ale zrezygnował z tego podstępu. Przez następne dwa dni chłopiec mozolnie usiłuje zdobyć świętą wodę. Tymczasem Kryminator uświadamia sobie, że wcale nie udało mu się zabić Songa. Chłopiec próbuje rozpracować Korina, naśladując każdy jego ruch. Już następnego dnia młody wojownik w końcu zdobywa upragnioną wodę. Ku jego rozczarowaniu jej spożycie wcale go nie wzmacnia; pan wieży jednak zapewnił Songa, że stał się silniejszy dzięki treningowi, który polegał na samym zdobyciu wody. Kryminator odbiera strój od krawca, którego następnie zabija. |                                   |                              |                                         |
| 63 | Powrót bohatera                   | The Return of Goku           | Son Gokuu no Gyakushuu                  |
| Kryminator wraca na świętą ziemię i nęka Upachiego. Songo w tym czasie schodzi z wieży i wyzywa złoczyńcę na pojedynek. Po krótkiej rozmowie, młody wojownik demonstruje swoją szybkość i siłę na rywalu. Kryminator również zna legendę o wieży Korina i świętej wodzie. Ku zaskoczeniu Upachiego, jego przyjaciel blokuje większość ataków złoczyńcy. Tymczasem Bulma pracuje nad nowym samolotem zwiadowczym, aby pomóc Songu. Chłopak dotkliwie pobił Kryminatora. Słynny promień śmierci w wykonaniu złoczyńcy jedynie lekko przypalił ręce Songa. Kryminator postanawia skorzystać z miecza, ale Upachi przynosi swemu przyjacielowi magiczny kij, przy pomocy którego Songo niszczy broń swego wroga. W akcie desperacji, najemnik Armii Czerwonej Wstęgi kopie kamień chcąc trafić nim Upachiego, jednak chybił - „Pocisk” zniszczył tipi. Złoczyńca postanawia wspiąć się na wieżę, aby zdobyć świętą wodę. |                                   |                              |                                         |
| 64 | Porażka Kryminatora               | The Last of Mercenary Tao    | Saigo no Taopaipai                      |
| Podczas gdy Kryminator z trudem wspina się na wieżę, Songo mile spędza czas z Upachim, który jest zdumiony jego pewnością siebie. Tymczasem smoczy radar Bulmy działa nieprawidłowo z powodu zakłóceń, których efekt odczuwa także generał Czerwony. Złoczyńca dociera na szczyt wieży i spotyka Korina. Arogancki Kryminator pije świętą wodę, po czym oburzony stwierdza że wcale przybrał na sile. Korin, używając podstępu, nakłania złoczyńcę do myślenia, że jego siła jednak się zwiększyła. Ponadto pan wieży daje Kryminatorowi ciemną chmurę do latania. Jednak sprytny Korin sprawa, że nieświadomy złoczyńca spada bezwładnie na ziemię. Kryminator zaczyna bezlitośnie bić Songa, lecz okazało się, że chłopak celowo przyjmował ciosy, aby odczytać ruchy swego wroga. Złoczyńca twierdzi, że chce się poddać, po czym rzuca granatem w Songa, ale chłopak odbija ładunek, który wybucha tuż przed Kryminatorem, zabijając go. Tymczasem Bulma zakończyła prace nad aktualizacją oprogramowania radaru, dzięki której urządzenie będzie odporne na zakłócenia (aktualizacje te poprawiły także pracę radaru Songa). Chłopak wyrusza do siedziby Armii Czerwonej Wstęgi, by ostatecznie ją pokonać. |                                   |                              |                                         |
| 65 | Wyprawa do kwatery głównej        | Confront the Red Ribbon Army | Yuke Gokuu! Totsugeki Kaishi            |
| Generał Czerwony otrzymuje wiadomość, że pułkownik Fiołek wytropiła kolejną smoczą kulę. Jej nurkowie z powodzeniem zdobywają kulę. Gdy zostają zaatakowani przez gigantycznego aligatora i dzikusów, pułkownik samolubnie zostawia swoich ludzi na pewną śmierć, przez co ma szansę na ucieczkę ze smoczą kulą. Fiołek wręcza zdobycz generałowi Czerwonemu, a ten jej zapłacił za wykonaną pracę, jednak wysokość otrzymanej nagrody rozczarowała kobietę. Bulma skończyła swoją kamerę szpiegowską, aby znaleźć Songa i uruchamia ją. Gdy chłopiec udaje się do kwatery głównej armii, generał Czerwony jest przekonany, iż zbliża się jego najemnik. Kamera szpiegowska Bulmy zostaje zniszczona, gdy unosi się nad bazą Armii. Bulma, Launch i Genialny Żółw uświadamiają sobie, że Songo dokonuje bezpośredniego ataku na bazę armii. Yamcha, Oolong i Puar otrzymują wiadomość i wyruszają wraz z innymi, by udzielić wsparcia Songowi. |                                   |                              |                                         |
| 66 | Armia Czerwonej Wstęgi w rozsypce | A Real Bind                  | Reddo Ribon Gun Hisshi no Koubou        |
| Podczas gdy Yamcha i pozostali lecą za Songiem, postanawiają znaleźć Krillina. Spotykają swego przyjaciela pływającego w morzu, lecz ucieka przed nimi; dopiero po chwili uświadamia sobie, że to są jego przyjaciele i chcą go zabrać. Songo pokonuje zwiadowcę, czym zdemaskował swą obecność. chłopak omija systemy obronne bazy i penetruje obrzeża bazy. W końcu cała armia zaczyna go ścigać. Yamcha leci samolotem w rejon bazy armii, ledwo uciekając przed pociskiem samonaprowadzającym. Pułkownik Fiołek ucieka, zabierając po drodze każde możliwe pieniądze oraz kosztowności. Songo infiltruje centrum dowodzenia generała, gdy ten wycofuje się do swojego biura z generałem czarnym. |                                   |                              |                                         |
| 67 | Kres władzy komendanta Czerwonego | The End of Commander Red     | Reddo Sousui Shisu!!                    |
| Wojna armii przeciwko Songu trwa w najlepsze. W końcu żołnierze uciekają przerażeni - z wyjątkiem pułkownik Fiołek, która zmierza do skarbca generała. Kobieta kradnie wszystkie pieniądze i kosztowności, po czym odchodzi. Sfrustrowany i rozgniewany generał czerwony zostawia swego podwładnego, by zmierzył się z chłopcem, a sam wycofuje się do swojego apartamentu. Gdy Songo bije swego rywala, Czerwony aktywuje sufit, który upada na chłopaka. Generał Czarny zabija Czerwonego, gdy odkrywa, że jego dowódca chce użyć smoczych kul, aby stać się wyższy, zamiast poprosić o życzenie dominacji nad światem. Songo wyłania się z gruzów, a generał Czarny próbuje zawrzeć układ z chłopcem. Songo jednak nie daje się nabrać na jego kłamstwa. W ostateczności Czarny używa robota-mecha, aby wyeliminować Chłopca. W międzyczasie Yamcha i Fiołek próbują się wymykać. Generał mocno pobił Songa i przygotowuje się do wystrzelenia w niego śmiercionośnej broni. |                                   |                              |                                         |
| 68 | Ostatnia Kryształowa Kula         | The Last Dragon Ball         | Saigo no Doragon Booru                  |
| Gdy Yamcha zbliża się do bazy, Songo próbuje unikać strzałów z laserowego działa robota. Generał Czarny wykorzystuje wszelką broń przeciw chłopcu, jednak młodzieniec niszczy robota wraz z Czarnym. Chłopak a teraz sześć smoczych kul, ale nie może namierzyć ostatniej. Zanim Yamcha i pozostali przybywają, wojna się kończy, a Songo ponownie łączy się z grupą. Fakt, że młody wojownik zadał Armii tak duże straty, zadziwia wszystkich. Puar dokonuje zwiadu wokół bazy, wykorzystując swoją zdolnością latania, ale nikogo nie znajduje. Nawet genialny Żółw jest zaskoczony faktem, iż jego uczeń wspiął się a Wieżę Korina. Bulma obiecuje naprawić Smoczy Radar, a Songo obiecuje wskrzesić Borę. |                                   |                              |                                         |

## Sezon 6: Baba Gula
| Nr | Tytuł polski                             | Tytuł angielski                   | Tytuł japoński                       |
| --- | ---------------------------------------- | --------------------------------- | ------------------------------------ |
| 69 | Baba Gula                                | Who is Fortuneteller Baba?        | Kyuuto na!? Uranai Baba              |
| Bulma odkrywa, że radar działa prawidłowo i myśli, że jakieś duże stworzenie mogło połknąć kulę, co uniemożliwia jej wykrycie. Genialny Żółw sugeruje, aby Songo odwiedził wróżkę Babę Gulę, która dzięki swemu jasnowidztwu pomoże im znaleźć ostatnią z kul. Chłopak wyrusza z Yamchą, Puarem i Krillinem. Po drodze zatrzymują się w mieście, gdyż muszą zatankować samolot, ponadto Songo potrzebuje nowego ubrania. Podczas gdy nowy strój jest szyty, chłopak leci w odwiedziny do Upachiego i wraca z nim do swojej ekipy. Po założeniu nowych ubrań młody wojownik wraz z przyjaciółmi udaje się do pałacu Baby Guli, mijając pustynne tornada i burze. W pałacu wita ich asystent wróżki, Duch. Do środka wchodzi grupa groźnie wyglądających mężczyzn, lecz opuszcza pałac w opłakanym stanie. Młody wojownik wchodzi z ekipą do środka, gdzie spotykają wróżkę we własnej osobie. Baba Gula jednak żąda ogromnej ceny za swoją usługę, a jedyną alternatywą dla drużyny jest walka z pięcioma wojownikami wróżki. |                                          |                                   |                                      |
| 70 | Pięciu przeciwników                      | We Are The Five Warriors          | Totsugeki! Warera Gonin no Senshi    |
| Yamcha, Krillin i Songo chcą walczyć, podczas gdy Upachi i Puar postanawiają obserwować ich zmagania. Krillin rozpoczyna walkę z drakulą. Chłopak chybia za każdym razem i zostaje pokonany, gdy jego rywal wbija mu kły w głowę i wysysa prawie całą jego krew. Krillin traci dużo krwi, a wampir następnie kopie go, przez co ten wpadł do jeziora. Duch zajmuje się rannym zawodnikiem. Niespodziewanie Upachi i Puar zgłaszają się jako ochotnicy do walki z wampirem, na co ten się zgadza. Przestraszony, ale zdeterminowany mały Indianin żuje czosnek, a następnie dmucha rywalowi w twarz. Drakula potem rzuca się na Puar'a, lecz ten zamienia się w jeżozwierza, który poważnie zranił szczęki wrogowi. Upachi następnie przybrał posturę krzyża Jezusa Chrystusa, co na dobre przeraziło wampira, który zmieniwszy się w nietoperza, natychmiast odleciał. Puar jednak zmienił się w gigantyczną rękę i jednym ciosem posłał wroga do jeziora. Yamcha postanawia stoczyć kolejny pojedynek. Jasnowidząca mówi Yamchy, że walczy z niewidzialnym wojownikiem. Podczas gdy chłopak bezskutecznie usiłuje trafić rywala, Krillin wysyła Songa, aby sprowadził Bulmę i Żółwia. Yamcha postanawia "namierzyć" rywala dokładnie wsłuchując się w jego ruchy. |                                          |                                   |                                      |
| 71 | Diabelska fosa                           | Deadly Battle                     | Kesshi no Dairyukessen               |
| Songo znajduje Genialnego Żółwia i Bulmę w ich statku. Mimo początkowej odmowy ze strony jego przyjaciół, chłopiec w nierozważny sposób zabiera ich ze sobą, sprawiając, że statek zaczyna pikować, a agresywna Launch w ostatniej chwili przejmuje kontrolę nad maszyną. "Nasłuchiwanie" w wykonaniu Yamchy początkowo się sprawdza w walce z niewidzialnym rywalem, lecz Baba gula postanowiła mu utrudnić zadanie, głośno fałszując. Chłopak otrzymuje cios za ciosem. Krillin zastosował fortel: zaczął dopingować niewidzialnego wroga, a ten nabrał się na sztuczkę i podziękował Krillinowi, dzięki czemu Yamcha zadał mu kilka kolejnych ciosów. Jednak niewidzialny mężczyzna milknie i losy pojedynku znów się odwracają. Tymczasem Songo wraca Genialnym żółwiem i Bulmą. Przy "pomocy" piersi dziewczyny Krillin powoduje, że starzec "doznał" gwałtownego krwawienia z nosa, które ochlapało niewidzialnego zawodnika, ujawniając go. Yamcha bije rywala Wilczą Pięścią Kła, zmuszając go do poddania się. Genialny żółw wyznaje, że Baba Gula jest jego siostrą. W celu odbycia następnej walki, Jasnowidząca prowadzi wszystkich do swojej przerażającej wieży. Yamcha ma walczyć w krainie zwanej „Toaleta diabła”. Baba Gula zabiera Songa do swojego pokoju, serwując mu posiłek, jednocześnie testując jego refleks. Baba Gula ma przerażające pomysły wobec Songa i jego przyjaciół. |                                          |                                   |                                      |
| 72 | Jamsza zagląda śmierci w oczy            | Goku's Turn                       | Son Goku Kenzan! Akuma no Benjo      |
| Baba Gula przywołuje trumnę, z której wychodzi zmumifikowany wojownik. Mumia jest o wiele szybsza i silniejsza niż na to wygląda, a Yamcha prawie wpada do Diabelskiej Toalety. Pomimo jego próby wykonania kontrataku z zaskoczenia, Yamcha zostaje pokonany; Mumia zagroziła, że połamie wojownikowi nogi, jeśli ten odmówi poddania się, podczas gdy Songo i przyjaciele patrzyli z przerażeniem. Puar - nie mogąc patrzeć na cierpienia jego mistrza - przemienia się w dzięcioła i zaczyna dziobać potwora, zmuszając go do uwolnienia Yamchy, ale to pogarsza sprawę: mumia powaliła obu rywali (przy czym wszyscy myśleli że zmiennokształtny zwierzak stracił życie, lecz był jedynie nieprzytomny.) Wściekle zasmucony pozorną utratą swego przyjaciela, Yamcha próbuje ostatkiem sił pokonać rywala, ale był zbyt osłabiony po ciężkiej walce. Następnie mumia chwyta Yamchę i zmusza go do poddania się, pod groźbą wrzucenia chłopaka do Diabelskiej Toalety. Kiedy Yamcha odmawia, potwór spełnia swą groźbę, lecz Songo ratuje swego kolegę używając magicznego kija, a tym samym Baba Gula uznała, iż mumia wygrała walkę. Gdy Yamcha i Puar odzyskali siły, przystępują wraz z innymi do oglądania następnej walki, w której udział weźmie Songo. |                                          |                                   |                                      |
| 73 | Śmiertelna moc diabła                    | The Devilmite Beam                | Hissatsu Akumaitokosen to wa!?       |
| Mumia nieco waha się przed walką z Songiem. Chłopak zachęca rywala do walki i kontratakuje. Mumia wiąże Songa swymi bandażami. Po długiej i ciężkiej próbie uwolnienia się z więzów, Songo zeskakuje w przepaść, rozwijając bandaże i zatrzymując się tuż nad śmiercionośną wodą. Młody wojownik pokonuje mumię jednym ciosem; jego następnym przeciwnikiem jest demon o imieniu Spike. Potwór wydaje się być łatwym rywalem i prawie wpada do wody. Odzyskawszy równowagę, Spike przygotowuje się do użycia swojej śmiercionośnej wiązki, aby wykończyć Songa. |                                          |                                   |                                      |
| 74 | Piąty wojownik                           | The Mysterious Fifth Man          | Nazo no Goninme no Otoko             |
| Mistrz Roshi opowiada pozostałym historię Spike’a, a w tym czasie demon wystrzeliwuje swą wiązkę w Songa. Chłopak jednak ałkowicie opiera się promieniowi. Spike ponawia atak i wystrzeliwuje silniejszy promień. Songo również całkowicie się temu opiera. Następnie demon chwyta trójząb i atakuje chłopaka. Tajemniczy mężczyzna z aureolą na głowie noszący maskę kota, bacznie obserwował Songa. Młody wojownik prawie wpada do Diabelskiej Toalety, ale wspina się po drugiej stronie mostu i atakuje rywala z zaskoczenia. Walka kończy się, gdy młody wojownik potężnie kopnął Spike’a. Ostatni wojownik prosi Babę Gulę, aby walka między nim a Songiem odbyła się na zewnątrz. Genialny Żółw wyczuwa coś znajomego w tajemniczym piątym wojowniku. Rozpoczyna się walka. |                                          |                                   |                                      |
| 75 | Tajemniczy przeciwnik                    | The Strong Ones                   | Gekitotsu!! Kyoteki Doshi            |
| Finałowy pojedynek rozpoczyna się ostrą walką. Obaj przeciwnicy prezetują wyrównany poziom. Zamaskowany mężczyzna wyrzuca Songa w powietrze i posyła go na matę, ale chłopak kontratakuje. Tajemniczy wojownik wystrzeliwuje falę Kamehameha, której Songo unika. Młodzieniec w ramach rewanżu wykonuje własną falę Kamehameha powalając rywala na ziemię i dobijając go kolanem. Songo jest przekonany, że wygrał, ale to nie koniec: Zamaskowany mężczyzna łapie chłopca za ogon, uniemożliwiając mu tym samym dalszą walkę i zaczyna nim uderzać o matę. Z każdą minutą Genialny Żółw jest coraz bardziej przekonany, że zna tajemniczego wojownika, aż w końcu uświadamia sobie, kim on jest. Mistrz wyjawia swym przyjaciołom, że tym wojownikiem jest zmarły dziadek Songa - Son Gohan. |                                          |                                   |                                      |
| 76 | Przeciwnik odsłania twarz                | The True Colors of the Masked Man | Kamen Otoko no Shotai ha!?           |
| Son Gohan wielokrotnie uderza chłopcem o matę. W międzyczasie Imperator Pilaf przeprowadza próby swego nowego kombinezonu bojowego, a Shu i Mai szpiegują Songa przy użyciu satelity. Okazuje się, że Pilaf ma ostatnią Smoczą Kulę, którą schował w specjalnym pojemniku, przez co Smoczy Radar nie może jej namierzyć. Po tym, jak odkryli, że słabym punktem Songa jest jego ogon, Pilaf wraz z poplecznikami udaje się do pałacu, aby wykorzystać tę wiedzę w walce z chłopakiem i ukraść mu pozostałe sześć smoczych kul. Tymczasem w pałacu Baby Guli wciąż trwa dramatyczny pojedynek między Songiem a jego dziadkiem; chłopak uparcie odmawia poddania się, więc Son Gohan ma zamiar zadać kolejny cios, ryzykując zabicie własnego wnuka, ku przerażeniu widzów. Jednak ogon chłopca w końcu odrywa się w ostatniej chwili, dzięki czemu Songo uniknął ostatecznego ciosu. Całkowicie uwolniony od swojego słabego punktu, ale wściekły na swego rywala za urwanie ogona, chłopak chce kontynuować pojedynek. Jednak Son Gohan poddaje się i ujawnia swoją tożsamość. Młody wojownik, niezwykle uradowany, wpada swemu dziadkowi w ramiona. Bulma ponownie opowiada o swoich przygodach z Songiem. Son Gohan postanawia pozostać martwy i pożegnawszy się ze wszystkmi, znika. Baba Gula ujawnia dokładną lokalizację ostatniej kuli.                                                           |                                          |                                   |                                      |
| 77 | Plany Pilafa                             | Pilaf's Tactics                   | Pirafu no Daisakusen                 |
| Songo leci na swej chmurce za samochodem Pilafa, aby zdobyć ostatnią kulę. Ten z kolei zmierza do domu Baby Guli w nadziei zdobycia pozostałych smoczych kul, będąc przekonanym, że chłopak wciąż ma swój słaby punkt. Songo zatrzymuje samochód i rozpoznaje swoich wrogów. Pilaf wyzywa chłopaka na pojedynek, którego stawką mają być wszystkie smocze kule. Pilaf, Shu i Mai wskakują do swoich robotów. Maszyny są niewrażliwe na pierwsze ataki Songa. Roboty zyskują przewagę nad chłopakiem, a Shu spala jego ubrania. Ku swemu przerażeniu Pilaf odkrywa, że jego rywal już nie ma ogona. trojka złoczyńców dokonała połączenia swoich robotów, tworząc tytaniczną maszynę. Używając fali Kamehameha, Goku wysadza bok pancerza Mai. Kobieta porzuca swą maszynę i wsiada do połączonych maszyn Pilafa i Shu, po czym trio ucieka. Shu wystrzeliwuje pocisk, ale Songo odbija go i posyła wprost na wrogów, niszcząc pancerze robotów. Po skończonej walce Pilaf daje chłopcu swą smoczą kulę, a Shu daje mu swoje ubrania. |                                          |                                   |                                      |
| 78 | Powrót Boskiego Smoka                    | The Eternal Dragon Rises          | Shenron Futatabi                     |
| Songo wraca do pałacu i zabiera Upachiego oraz wszystkie smocze kule do świętej ziemi. Yamcha prosi Genialnego Żółwia o udzielenie mu treningu. Genialny Żółw twierdzi że nie czuje się na siłach, ale Bulma zachęca go by zmienił zdanie i potrenował Yamchę. Songo i Upachi zadowoleni podróżują do ziemi Korin. Na miejscu młody wojownik przywołuje wiecznego smoka, a Upachi - początkowo przerażony widokiem smoka - bierze się w garść i prosi o wskrzeszenie jego ojca. Shenron spełnia życzenie i Bora wstaje z grobu. Rozradowany malec obejmuje swojego ojca, a smok znika, zamieniając się w siedem kul. Zanim jednak artefakty zostały rozrzucone po całym świecie, Songo chwyta czterogwiazdkową kulę, która po chwili zamienia się w kamień. Młody wojownik żegna się z Borą i jego synem i wraca do pałacu Baby Guli. Genialny Żółw mówi, że nie jest w stanie niczego więcej nauczyć Songa. Ponadto Mistrz zaleca swemu uczniowy, by chodził na piechotę zamiast korzystać z chmurki, gdyż będzie miał dzięki temu intensywniejszy trening. W ten sposób młody wojownik rozpoczyna swoją podróż po całym świecie, podczas gdy Yamcha i Krillin udają się do Genialnego Żółwia na kolejne treningi. |                                          |                                   |                                      |
| 79 | Fatalny bukłak                           | Terror and Plague                 | Kinkaku • Ginkaku no Hito Kui Hyotan |
| Songo podczas swej podróży spotyka dziewczynę, którą zamierza zjeść tygrys-potwór. Chłopiec ratuje ją, a ona prosi go o pomoc: jej wioska jest terroryzowana przez dwóch mężczyzn zwanych Terrorem i Plagą. Kiedy docierają do wioski, widzą, że trwa nietypowa rozmowa: złoczyńcy wywołują poszczególnych mieszkańców z imienia, a jeśli dana osoba nie odpowie „obecny”, zostanie wysłana do bukłaka, używanego przez złoczyńców: ofiara uwięziona w naczyniu następnie rozpuszcza się, a złoczyńcy na końcu spożywają „napój”. Songo ujawnia się, rzuca im wyzwanie i pokonuje ich, ale używają tykwy i łapią go. Chłopak używa swojego magicznego kija, aby uniknąć całkowitego upadku na dno butelki. Jeden z bandytów postanawia wypić nowy eliksir, myśląc, że ich ofiara się rozpuściła. Songo uwalnia się, zaskakując swoich wrogów i więzi ich w tykwie. Terror i Plaga błagają o litość i jako karę za ich tyranię są zmuszani do pracy dla mieszkańców wioski. |                                          |                                   |                                      |
| 80 | Królewski mecz                           | Goku vs. Sky Dragon               | Iza Gozen Shiai! Goku Tai Tenron     |
| Songo wyrusza w długą podróż, by rzucić wyzwanie Mistrzowi Chinowi. Chin jest zajęty walką ze swym rywalem - Wschodzącym Smokiem i dwójką jego ludzi. Zanim jednak Wschodzący Smok rozpoczął starcie, powstrzymał go jego brat - Niebiański Smok. Chin zgadza się ćwiczyć z Songiem, a jego syn Shoken zaczyna się martwić. Songo odkrywa, że Chin ostatnio nie czuł się najlepiej, ponadto dowiaduje się od niego o Królewskim Turnieju. Chłopak zdobywa lekarstwo dla mistrza, po drodze tocząc krótki pojedynek ze smoczymi braćmi. Niebiański smok spędza czas na straszeniu swoich uczniów. Songo zgłasza się na ochotnika by zastąpić China w Turnieju. Zazdrosny Shoken dodaje środek przeczyszczający do śniadania Songa. Podczas turnieju chłopak walczy z niebiańskim smokiem, gdy "lekarstwo" nagle zaczyna działać, ale chłopak opiera się jego działaniu i pokonuje rywala. Smoczy Bracia i ich uczniowie dołączają do szkoły China, a Songo wznawia swoją podróż. |                                          |                                   |                                      |
| 81 | Kraina biesów                            | Goku Goes to Demon Land           | Goku • Makai e Iku                   |
| W pewnym zamku mieszka księżniczka Misa, która została porwana przez demona. Songo dociera do rodzinnej wioski księżniczki, unikając pułapek. W zamku młody wojownik odbywa audiencję u króla, który wątpi, czy chłopak odniesie sukces, ale po obejrzeniu jego zdolności bojowych postanawia skorzystać z jego pomocy w walce z Shulą. W tym momencie demony szaleją w wiosce. Następnego dnia król eskortuje chłopaka do portalu, gdzie należy wyciągnąć zaklęty miecz Shuli, lecz Goku ma z tym problem. W domu Żółwia Launch denerwuje się na mistrza, podczas gdy Yamcha i Krillin ciężko trenują. Songo spotyka strażników: Golę i Maylaya. Doradzają oni ostrożność w walce z Shulą, który zamierza poślubić księżniczkę Misę. Chłopak pokonuje pierwszego demona, po czym deklaruje chęć walki z Shulą czym szokuje wszystkich. Songo pokonuje Shulę i ucieka wraz z księżniczką przy wsparciu Maylaya i Goli. Po opuszczeniu świata demonów, chłopak wyciąga miecz Shuli i zamyka portal. |                                          |                                   |                                      |
| 82 | Skrzydlaty Dzileń                        | The Rampage Of Inoshikacho        | Abare Kaiju Inoshikacho              |
| 83 | W drodze na Światowy Turniej Sztuk Walki | Which Way to Papaya Island?       | Isoge Goku! Tenka-ichi Budokai       |

## Sezon 7: Tenshin
| Nr  | Tytuł polski                        | Tytuł angielski              | Tytuł japoński                             |
| --- | ----------------------------------- | ---------------------------- | ------------------------------------------ |
| 84  | Mistrz wszechwag                    | Rivals and Arrivals          | Mezase Budo Tenka-ichi!!                   |
| 85  | Eliminacje                          | Preliminary Peril            | Kachinokoru zo!! Yosen Sabaibaru           |
| 86  | Ośmiu wspaniałych                   | Then There Were Eight        | Kettei!! Hachinin no Yushatachi            |
| 87  | Jamsza kontra zły Tenszin           | Yamcha vs. Tien              | Taiketsu!! Yamucha Tai Tenshinhan          |
| 88  | Wielki Światowy Turniej Sztuk Walki | Yamcha's Big Break           | Yuke Yamucha! Osoru Beshi Tenshinhan       |
| 89  | Pełnia księżyca                     | Full-Moon Vengeance          | Kyofu!! Mangetsu no Urami                  |
| 90  | Rewanż Kryminatora                  | The Dodon Wave!              | Nanana!! Nanto Dodonpa                     |
| 91  | Genialna myśl                       | Counting Controversy!        | Gyakuten!! Kuririn no Paaden ne Daisakusen |
| 92  | Songo kontra Bambuko                | Goku Enters the Ring         | Omatase! Son Goku Sanjo                    |
| 93  | Spotkanie dwóch talentów            | Tien Shinhan vs. Jackie Chun | Jitsuryoku Hakuchu!! Tenshinhan Tai Jakkii |
| 94  | Zaskakująca decyzja                 | Stepping Down                | Gegege!! Shintsurusenryu Taiyoken          |
| 95  | Songo walczy z Krilanem             | Goku vs. Krillin             | Faito!! Goku Tai Kuririn                   |
| 96  | Krilan atakuje                      | Tail's Tale                  | Masa ka Goku!? Kuririn no Daisakusen       |
| 97  | Finał                               | Final Match: Goku vs. Tien   | Kessho!! Hatashite Budo Tenka-ichi wa!?    |
| 98  | Technika wysokiego lotu             | Victory's Edge               | Higi Haikyuken to Sento Pawa               |
| 99  | Wątpliwe zwycięstwo                 | Tien's Insurrection          | Tenshinhan no Kuno!!                       |
| 100 | Ostatnia zagrywka                   | The Spirit Canon             | Sei ka Shi ka!? Saigo no Shudan            |
| 101 | Wielki finał                        | The Fallen                   | Budo Taikai Shuryo! Soshite...!!           |

## Sezon 8: Szatan Serduszko
| Nr  | Tytuł polski                      | Tytuł angielski        | Tytuł japoński                       |
| --- | --------------------------------- | ---------------------- | ------------------------------------ |
| 102 | Szatański plan                    | Enter King Piccolo     | Kuririn no Shi Osoroshiki Inbo!!     |
| 103 | Trwoga                            | Tambourine Attacks!    | Pikkoro Daimao no Kyofu!!            |
| 104 | Songo odzyskuje przytomność/siły  | Mark of the Demon      | Yomigaere Son Goku!!                 |
| 105 | Leśny człowiek                    | Here Comes Yajirobe    | Kaidanji Yajirobee Tojo!!            |
| 106 | Nowa misja                        | Terrible Tambourine    | Maju Tanbarin ga Yatte Kuru!!        |
| 107 | Pamięć o Krilanie                 | Tien's Atonement       | Son Goku Ikari Bakuhatsu!!           |
| 108 | Szatan Serduszko wkracza do akcji | Goku's Revenge         | Pikkoro Daimao Oritatsu!!            |
| 109 | Songo kontra Szatan Serduszko     | Goku vs. King Piccolo  | Son Goku Tai Pikkoro Daimao          |
| 110 | Ostatnia nadzieja                 | Piccolo Closes In      | Ganbare! Son Goku!!                  |
| 111 | Ostatnia walka Genialnego Żółwia  | Roshi's Gambit         | Kame-Sen'nin no Saigo no Mafuba!!    |
| 112 | W pogoni za wieczną młodością     | King Piccolo's Wish    | Wakagaeru ka!? Pikkoro Daimao        |
| 113 | Pierwszy etap                     | Siege on Chow Castle   | Kingu Kyassuru no Kobo!!             |
| 114 | Na szczycie wieży                 | Conquest and Power     | Goku no Negai!! Karin-sama mo Nayamu |
| 115 | Lodowy Labirynt                   | Awaken Darkness        | Te ni Irero! Nazo no Choshinsui      |
| 116 | Powrót Genialnego Żółwia          | A Taste of Destiny     | Ikite Ita Kame-sen'nin!?             |
| 117 | Przemiana Songa                   | The Ultimate Sacrifice | Son Goku Tsui ni Hasshin!!           |
| 118 | Mocne postanowienie Tenszina      | Prelude to Vengeance   | Tenshinhan no Ketsui!!               |
| 119 | Tenszin spotyka Szatana           | Battle Cry             | Kimaru ka!? Densetsu no Mafuba       |
| 120 | Songo wpada w złość               | Goku Strikes Back      | Goku Ikari no Furu Pawa!!            |
| 121 | Ciężka walka                      | The Biggest Crisis     | Son Gokū Saidai no Kiki!!            |
| 122 | Kres władzy Szatana               | Final Showdown         | Saigo no Kake!!                      |

## Sezon 9: Szatan Serduszko Junior
| Nr  | Tytuł polski                            | Tytuł angielski               | Tytuł japoński                             |
| --- | --------------------------------------- | ----------------------------- | ------------------------------------------ |
| 123 | Gdzie jest Magiczny Kij?                | Lost and Found                | Nyoibō no Himitsu                          |
| 124 | Świątynia w obłokach                    | Temple Above the Clouds       | Kumo no Ue no Shinden                      |
| 125 | Spotkanie z Panem Niebios               | Earth's Guardian Emerges      | Kami-sama Tōjō!!                           |
| 126 | Powrót Boskiego Smoka                   | Eternal Dragon Resurrected    | Yomigaeru Shenron!!                        |
| 127 | Szybszy od błyskawicy                   | Quicker than Lightning        | Kaminari yori mo Hayaku!!                  |
| 128 | Urojony przeciwnik                      | Secret of the Woods           | Sora no yō ni Shizuka ni                   |
| 129 | Songo Cofa Się w Przeszłość             | The Time Room                 | Toki o Kakeru Gokū                         |
| 130 | Songo Walczy Z Kopią                    | Goku's Doll                   | Gokū no Teki wa...Gokū!?                   |
| 131 | Każdy czegoś szuka                      | Walking Their Own Ways        | Sorezore no Michi o Mezashite              |
| 132 | Koniec treningu                         | Hotter than Lava              | Maguma yori Atsuku                         |
| 133 | Spotkanie                               | Changes                       | Arashi no Mae no Saikai                    |
| 134 | Eliminacje                              | Preliminary Peril             | Haran no Tenka-ichi Budōkai                |
| 135 | Ośmiu wspaniałych                       | Battle of the eight           | Erabareta Hachinin                         |
| 136 | Zaskoczenie mistrza                     | Tienshinhan vs. Mercenary Tao | Koroshiya Taopaipai no Gyakushū            |
| 137 | Songo dotrzymuje słowa                  | Anonymous Proposal            | Son Gokū no Kekkon                         |
| 138 | Niezwykły zawodnik Szen                 | The Mysterious Hero           | Nazo no Otoko Shen                         |
| 139 | Songo kontra Tenszin - drugie spotkanie | Rematch                       | Gekitō Futatabi! Gokū Tai Tenshinhan       |
| 140 | Szybkość                                | Goku Gains Speed              | Hontō no Chikara                           |
| 141 | Jeden za wszystkich, wszyscy za jednego | The Four Faces of Tien        | Yonin no Tenshinhan                        |
| 142 | Szen kontra Junior                      | Kami vs. Piccolo              | Docchi ga Tsuyoi!? Kami Tai Pikkoro Daimaō |
| 143 | Za przyszłość świata                    | Battle for the Future         | Kono Yo no Unmei o Kakete!                 |
| 144 | Ostatnie starcie                        | Super Kamehameha              | Deta! Kyūkyoku no Chōkamehameha            |
| 145 | Szatan olbrzym                          | Junior No More                | Pikkoro Daimaō Chōkyoshinjutsu             |
| 146 | Uczciwość Songa                         | Goku's Trap                   | Son Gokū no Wana                           |
| 147 | Ciężka próba                            | Goku Hangs On                 | Banji Kyūsu!!                              |
| 148 | Ostateczne zwycięstwo                   | The Victor                    | Yatta! Chikyūjō Saikyō no Otoko            |

## Sezon 10: Ślub
| Nr  | Tytuł polski          | Tytuł angielski           | Tytuł japoński                          |
| --- | --------------------- | ------------------------- | --------------------------------------- |
| 149 | Tajemniczy wachlarz   | Dress in Flames           | Honō no Naka no Uedingu Doresu          |
| 150 | Połykacz ognia        | The Fire-Eater            | Maboroshi no Hi Kui Dori                |
| 151 | Chi-Chi, żona idealna | Outrageous Octagon        | Chichi no Hanayome Shugyō no Okage Desu |
| 152 | Góra Pięciu Żywiołów  | Mystery of the Dark World | Isoge Gokū! Gogyōzan no Nazo            |
| 153 | Piekielne ognie       | The End, The Beginning    | Moeru Furaipan Yama! Isshun no Kesshikō |